# Chevrolet Bel Air
«Chevrolet Bel Air» (укр. Шевроле Бел Ейр) — американський легковий повнорозмірний автомобіль, який випускався підрозділом Chevrolet корпорації General Motors з 1953 по 1976 рік (в Канаді автомобілі з цією назвою продавались до 1981 модельного року включно). Отримав назву в честь престижного району Лос-Анджелесу, Каліфорнія.
З 1950 по 1952 рік ім'я Bel Air використовувалось для позначення хардтопів моделі Chevrolet Styleline Deluxe, які не були самостійною моделлю.
До 1959 року Bel Air був найдорожчою і добре укомплектованою моделлю Chevrolet, нижче стояли моделі «150», «210» і Biscayne. В 1958 році з’являється комплектація Chevrolet Bel Air Impala, яка з 1959 року виділяється в окрему модель на ступінь вище, ніж Bel Air. В 1965 році з’являється Chevrolet Impala Caprice, модель ще більш високого цінового діапазону, а Bel Air зводиться донизу в лінійці повно-розмірних Chevrolet на положенні моделі нижнього рівня. Ще нижче була тільки модель Chevrolet Biscayne, яка в основному використовувалась в таксі (Bel Air тих років також був популярним в таксомоторних компаній). На основі Bel Air створені також універсали Chevrolet Beauville, в 1957 році замінений моделлю Townsman (4-дверний) і Nomad (2-дверний).

## 1949—1954

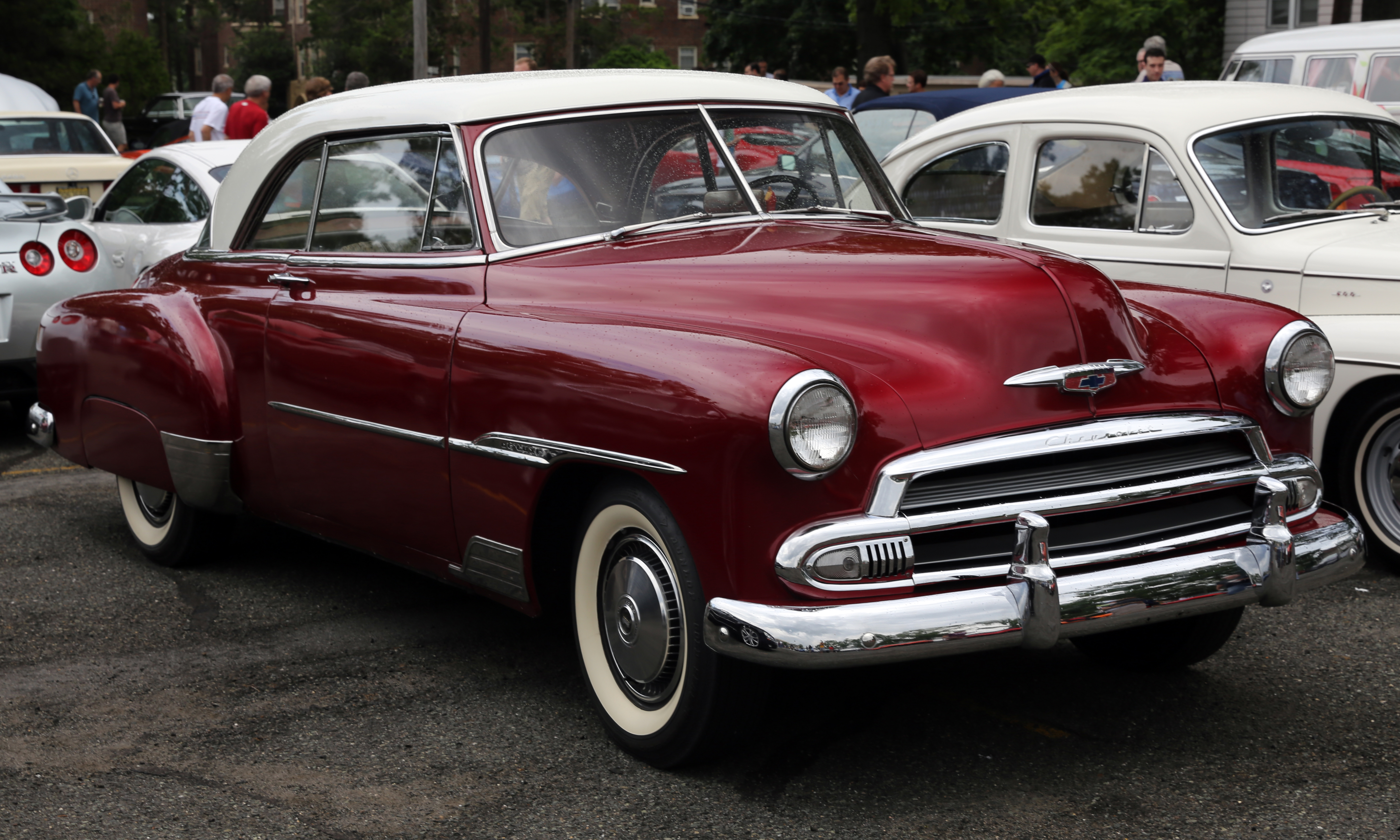
Модель 1951 року

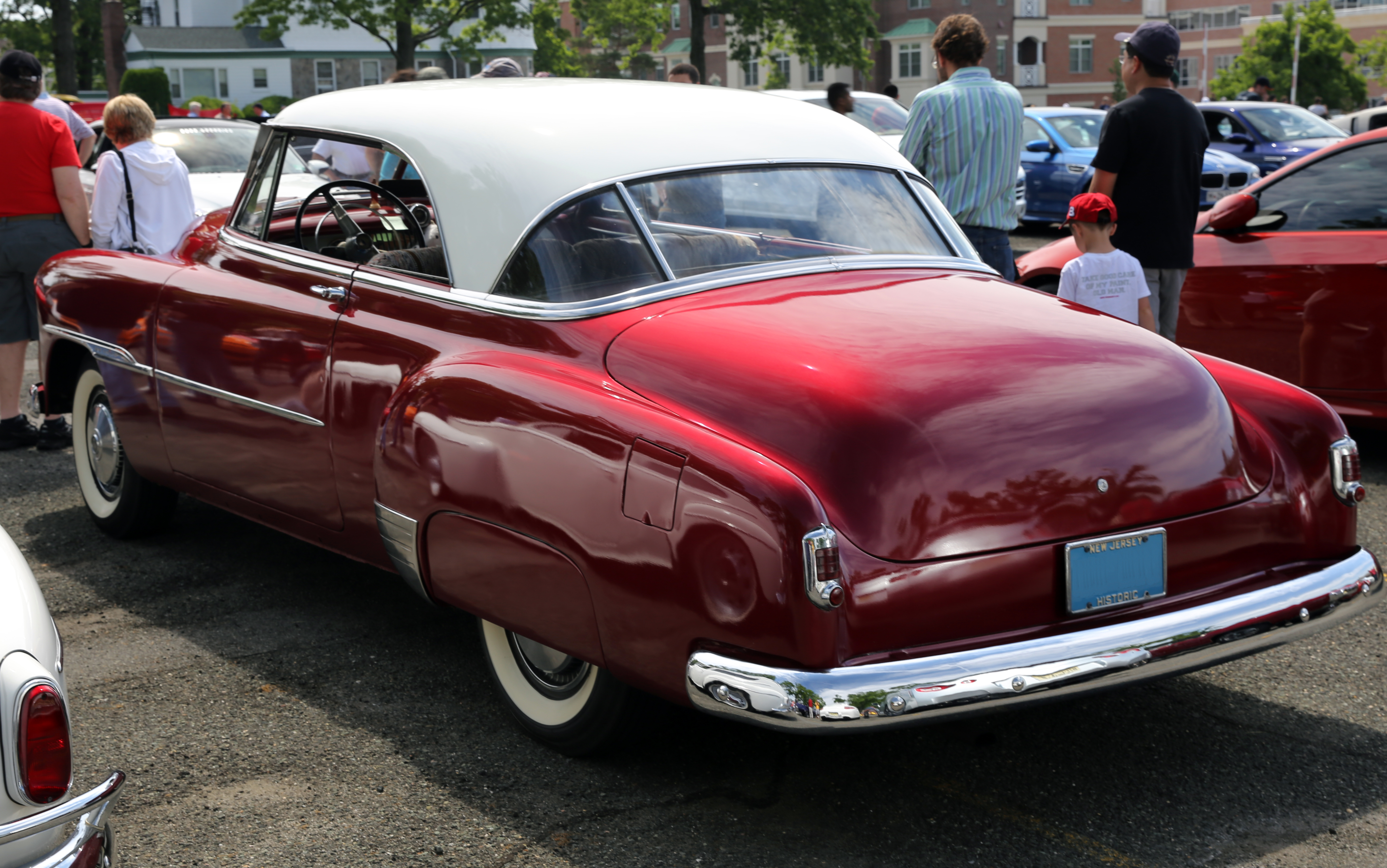

Назва Bel Air згадується у фірмових каталогах з 1950 року — тоді так позначали версії люксової моделі Styleline Deluxe з кузовом хардтоп-купе (купе без середньої стійки). А в 1953 році Bel Air була виділена в окрему серію, яка стала найрозкішнішою в модельному ряді Chevrolet.

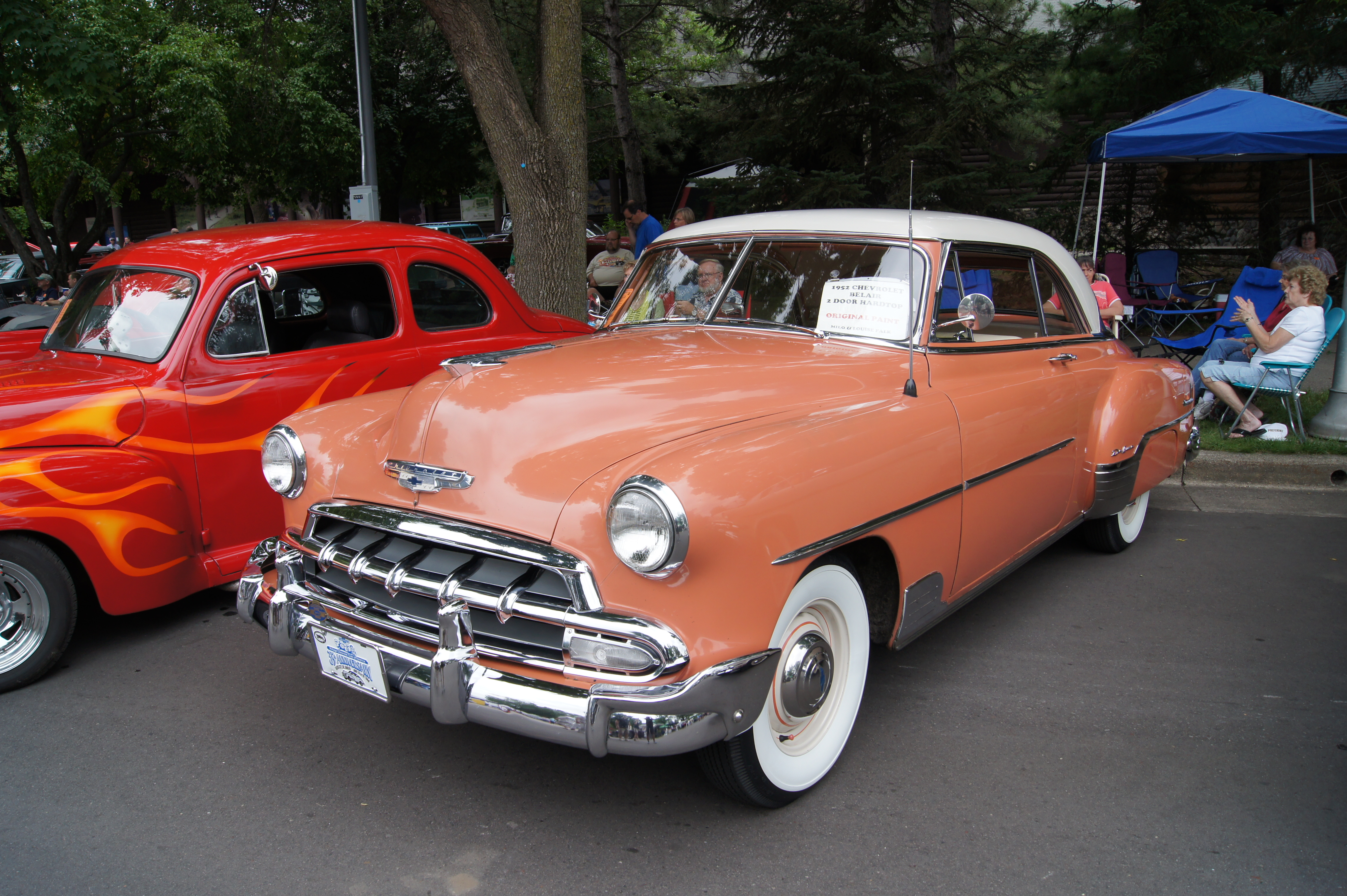
Модель 1952 року

В 1950 році Chevrolet прийшов з революційним стилем, що заклав основу на десятиліття. Хардтоп Bel Air мав вигляд кабріолета з незнімним жорстким дахом. Такі моделі існували з 1920-х, включаючи ранні Chevrolet, з жодним ступенем успіху. Але по-новому переосмислена ідея з розділення лінії GM від Chevrolet до Cadillac, нарешті знайшла свій час. Виробництво за перший рік склало лише 76 662 автомобілі, так як покупці обережно тестували переосмислену концепцію. Автомобіль коштував $1741 і важив 3225 фунтів (1463 кг). Передня підвіска була незалежною, під назвою «knee-action».
Перші Bel Air того часу ділили лише передню частину кузова до передніх стійок з рештою модельного ряду. Вітрове скло, двері, вікна і багажник були спільними зі Styline DeLuxe Convertible Coupe, однак дах, задні крила і задні вікна (3) були унікальними. Шасі і механічна частина були спільними з рештою ряду пасажирських автомобілів, і загальний зовнішній вигляд був таким самим як решта ряду, окрім того, що лінія даху була нижчою і унікальне заднє скло з трьох частин давали йому довший і більш збалансований вигляд. Перші Bel Air були доступні лише в преміум рівні оздоблення і комплектації «DeLuxe».
Окрім звичних щорічних змін решітки і оздоблення, Bel Air 1951–1952 рр. відрізнявся від ранньої моделі 1950 року представленням вищих і квадратніших задніх крил, які були у всьому ряді.

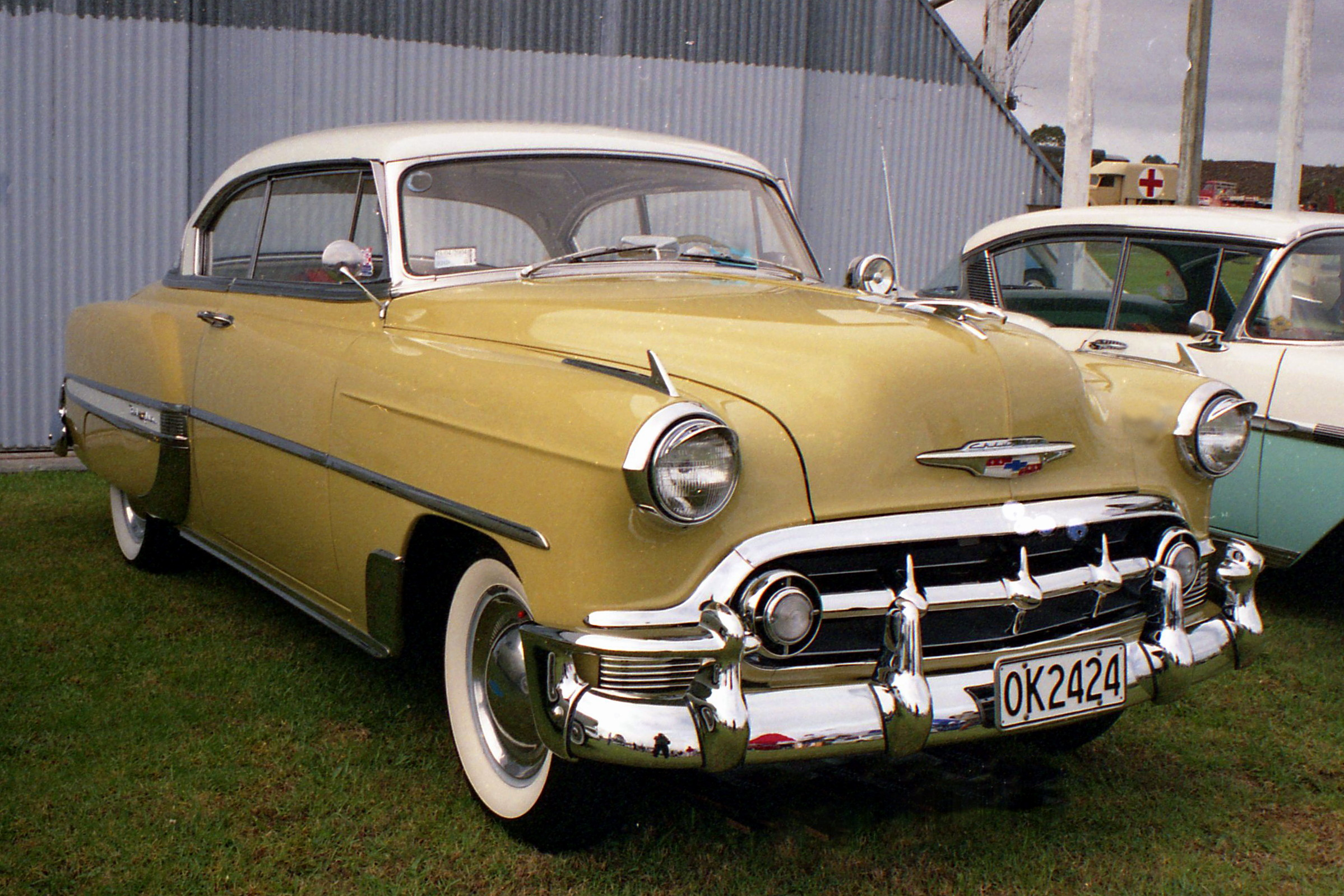
Модель 1953 року

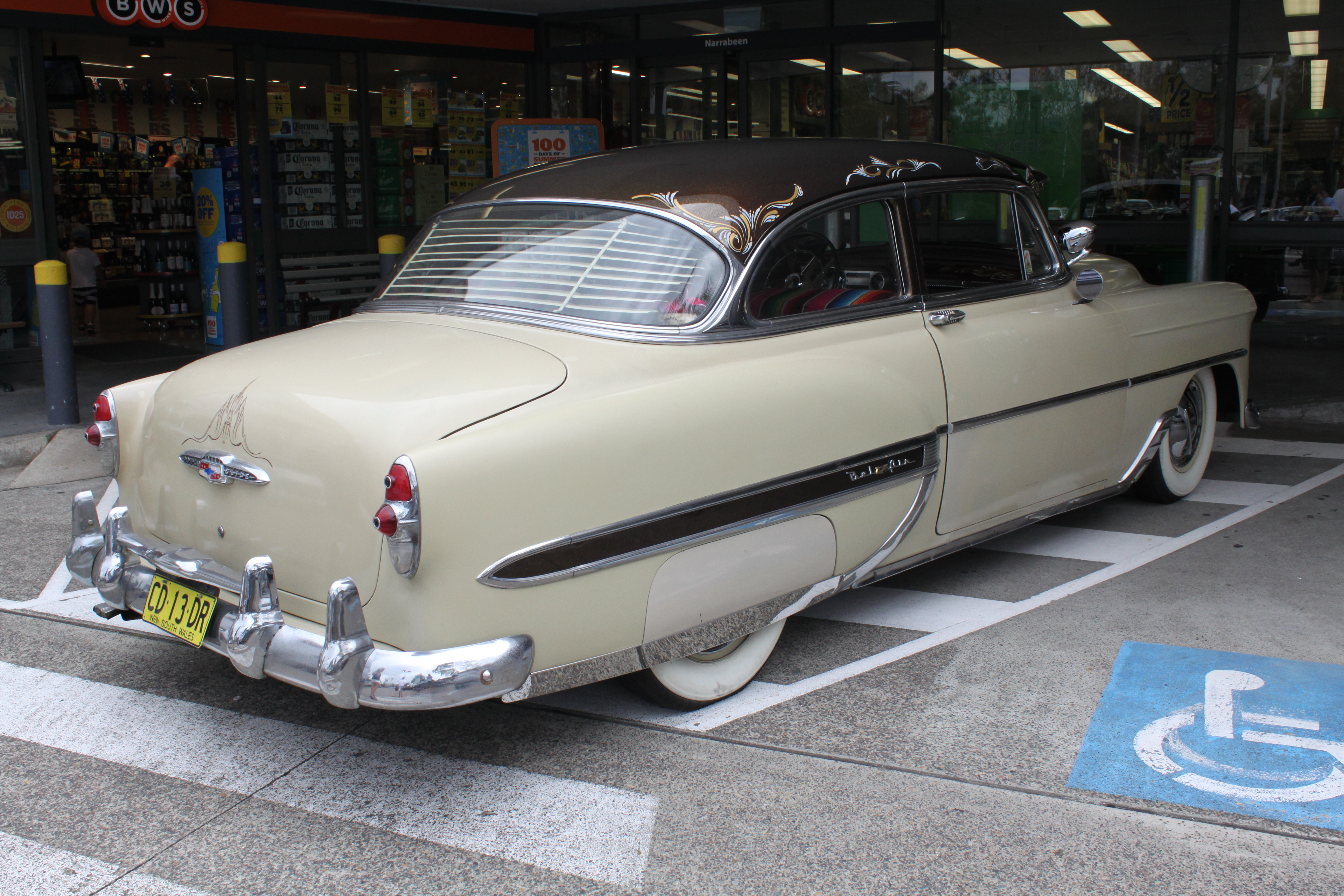

В 1953 році були перейменовані серії Chevrolet, і назва Bel Air була присвоєна найвищому рівню оздоблення. Дві нижчі серії, 150 і 210, також злились (як наслідники серіям Special і Deluxe відповідно). Chevrolet 1953 року був представлений як «Абсолютно новий знову і знову», через оновлені кузовні панелі спереду і ззаду. Однак, в основі ці Chevrolet мали аналогічну раму і механічну частину автомобілів 1949–1952 рр..

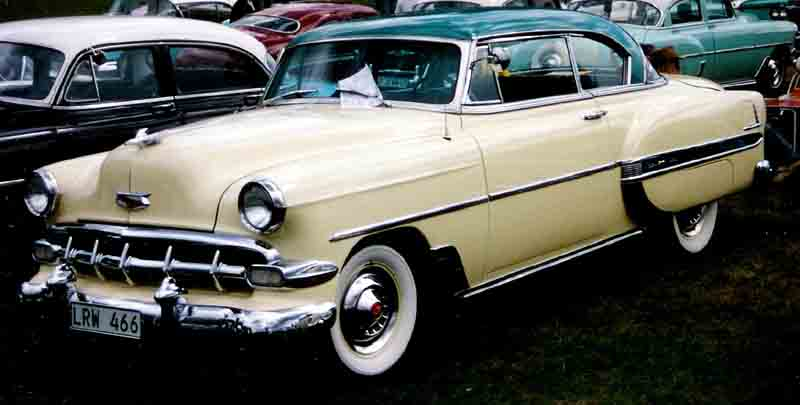
Модель 1954 року

Модельний ряд Chevrolet 1953–1954 рр. мав унікальний і дещо незграбний вигляд, і багато з цього випливало з його ролі як перехідної моделі для представлення багатства змін, які були необхідними щоб прокласти шлях представленню модельного ряду 1955–1957 рр., який дійсно утвердив Bel Air як ікону культури. Довоєнна технологія, така як торсіонна трубка, 6-циліндрові двигуни бризкового живлення, незалежна передня підвіска knee action, розділене вітрове скло і т. д. ранніх моделей були витіснені і основи для перших тогочасних повоєнних пасажирських автомобілів Chevrolet були завершені в цій моделі 1953–1954 рр.. Серія Bel Air мала широку хромовану смугу на випуклості заднього крила, яка проходила від її початку до заднього бампера. Всередині цієї смуги була вставка такого кольору, з яким поєднувався колір кузова, і всередині неї були написи «Bel Air». Нижчі моделі не мали позначення моделі ніде на машині, лише маючи емблему Chevy на капоті й багажнику. 1953 був першим роком, коли моделі мали гнуте суцільне вітрове скло.

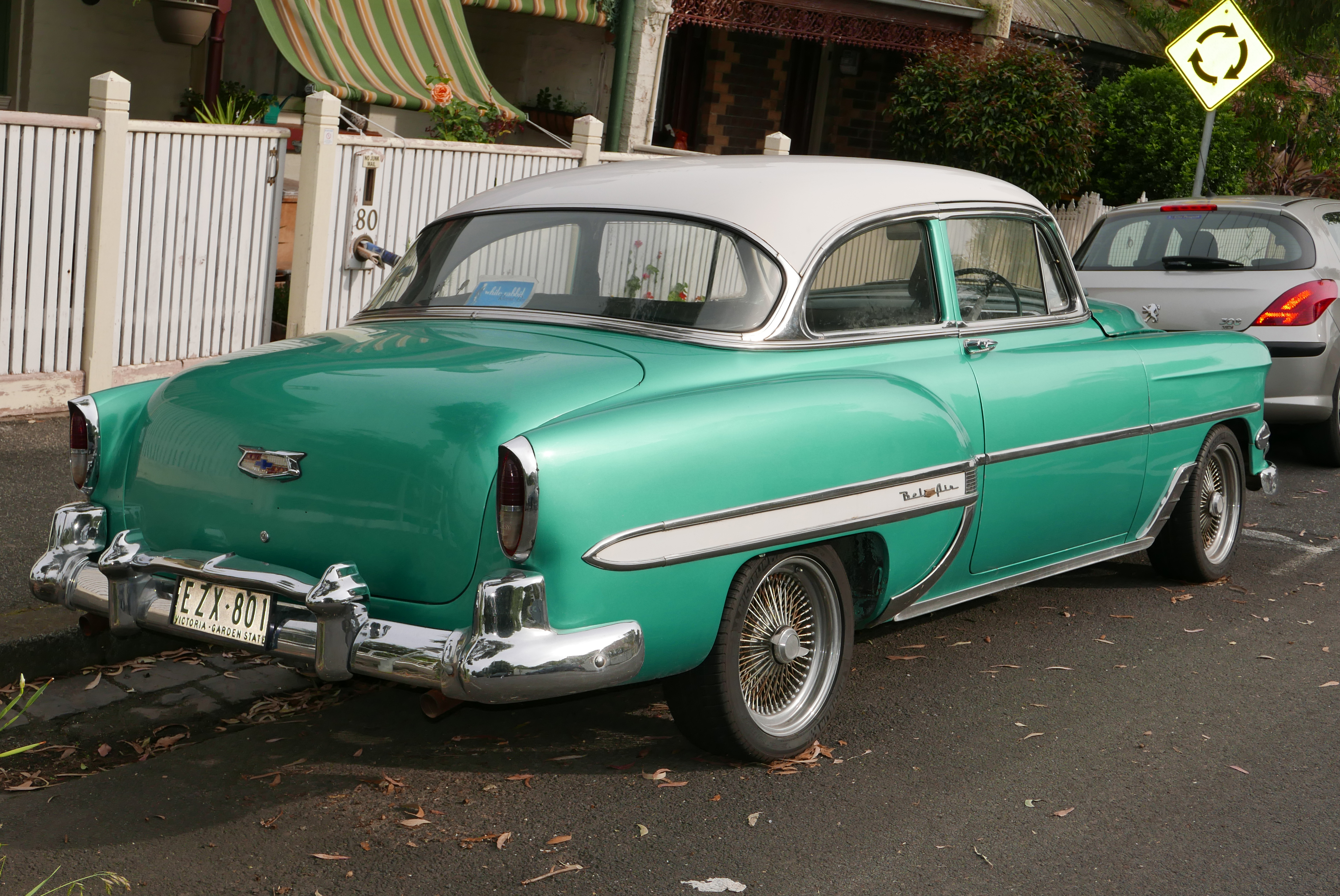

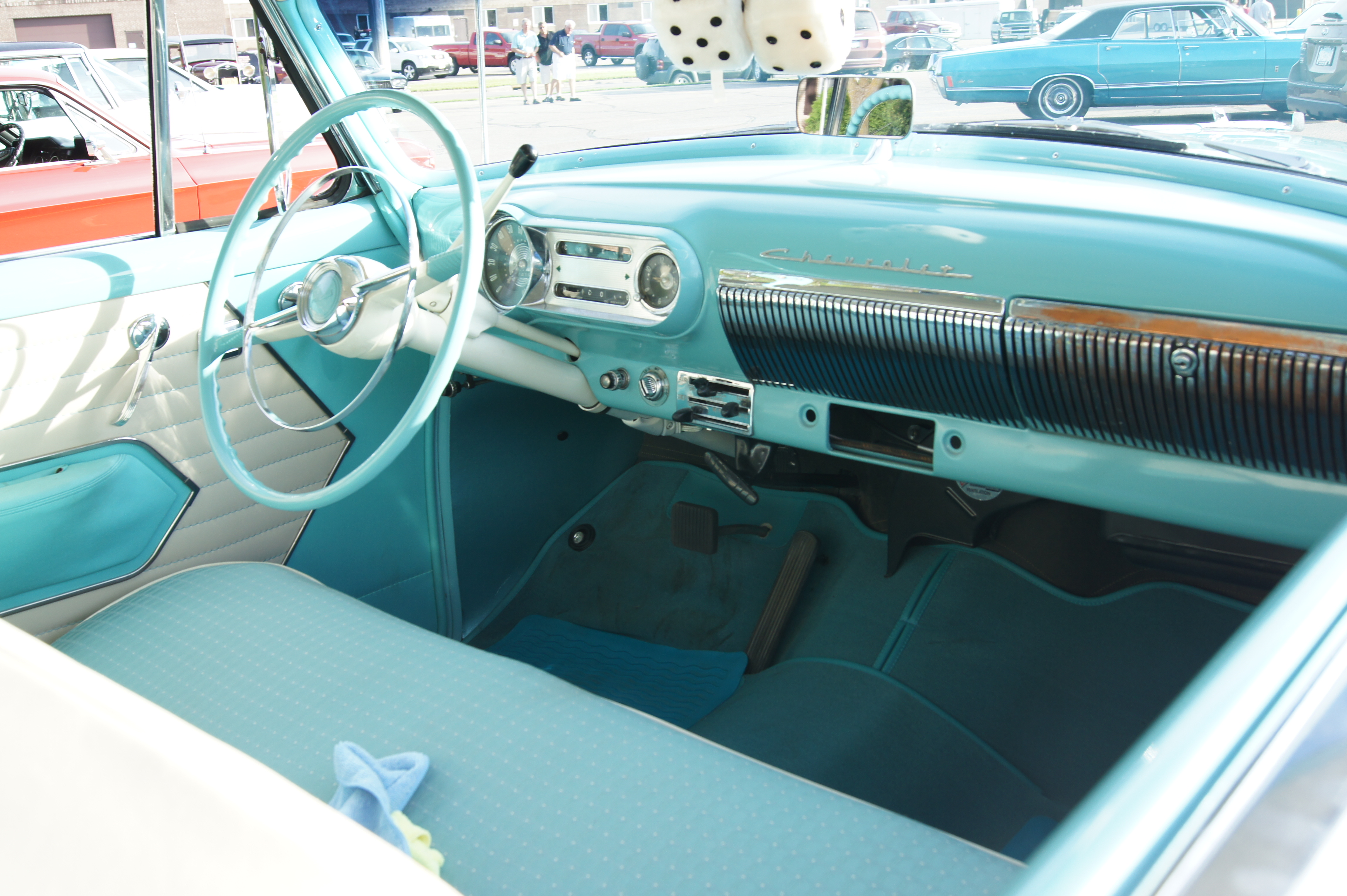
Салон моделі 1954 року

Інтер’єри Bel Air мали опційний масивний хромований пояс по нижній частині панелі приладів (більшість мали кольоровий) разом з люксовим кермом Bel Air, яке мало повністю хромоване кільце сигналу. Килимки і суцільні ковпаки коліс виділяли стандартне обладнання Bel Air. В 1954 році, Bel Air залишився в основному тим самим, окрім оновленої решітки і задніх ліхтарів, та оновленого двигуна, який мав вставні підшипники і вищий тиск мастила, необхідні для системи його фільтрування повного потоку, яка не була доступна до 1954 року. До 1954 року, 235 і 216 куб. дюймові 6-циліндрові двигуни мали вкладишеві підшипники і повітрозбірники для створення тиску мастила на низу кожної рейки і тиск мастила був стандартним на 15-30 PSI. Протягом цих років, це були три двигуни на вибір, залежно від замовленої трансмісії. Обидва 235 куб. дюймові двигуни «Blue Flame» були рядні 6-циліндровими двигунами OHV, які мали гідравлічні штовхачі клапанів (у 1953 році з автоматичними трансмісіями) і алюмінієвими поршнями. 106 к. с. (79 кВт) 235 куб. дюймовий двигун був стандартним на моделях з механікою, з твердими штовхачами і впорскування з тиском мастила, включаючи вкладишеві підшипники.
Потужні автомобілі мали версію зі 115 к. с. (86 кВт), яка мала гідравлічні штовхачі і повний тиск мастила.
В 1953 і 1954 рр., Bel Air мона було замовити в кузові кабріолет, хардтоп-купе, 2- і 4-дверні седани і, в 1954 році, універсал Beauville, який мав оздоблення з дерев’яної панелі навколо бокових вікон. Багато нових опцій, які були доступні лише на більш дорогі люкс-автомобілі, почали пропонуватись з 1953 року, включаючи підсилювач керма і дзеркало фар Guidematic у 1953; та підсилювачі гальм, електричне переднє сидіння 2-way і електричні склопідйомники на передніх дверях у 1954 році. Всі моделі 1954 року, обладнані стандартною трансмісією, мали двигун Powerglide 1953 року.
В 1954 році Bel Air отримав нову решітку радіатора з частими вертикальними ламелями і прямокутними підфарниками, а також два надфарні «плавнички». В 1954 році було продано 486 240 екземплярів.

## 1955—1957

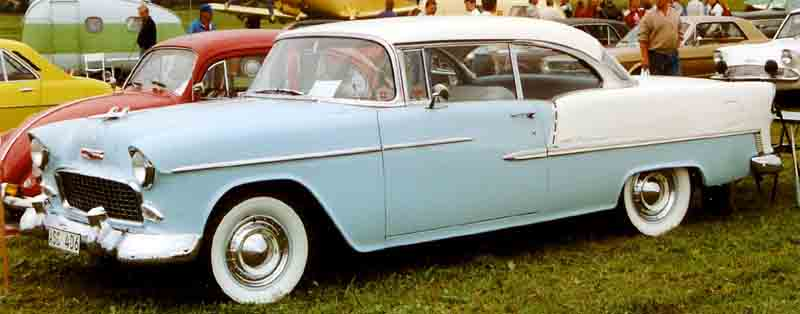
Модель 1955 року

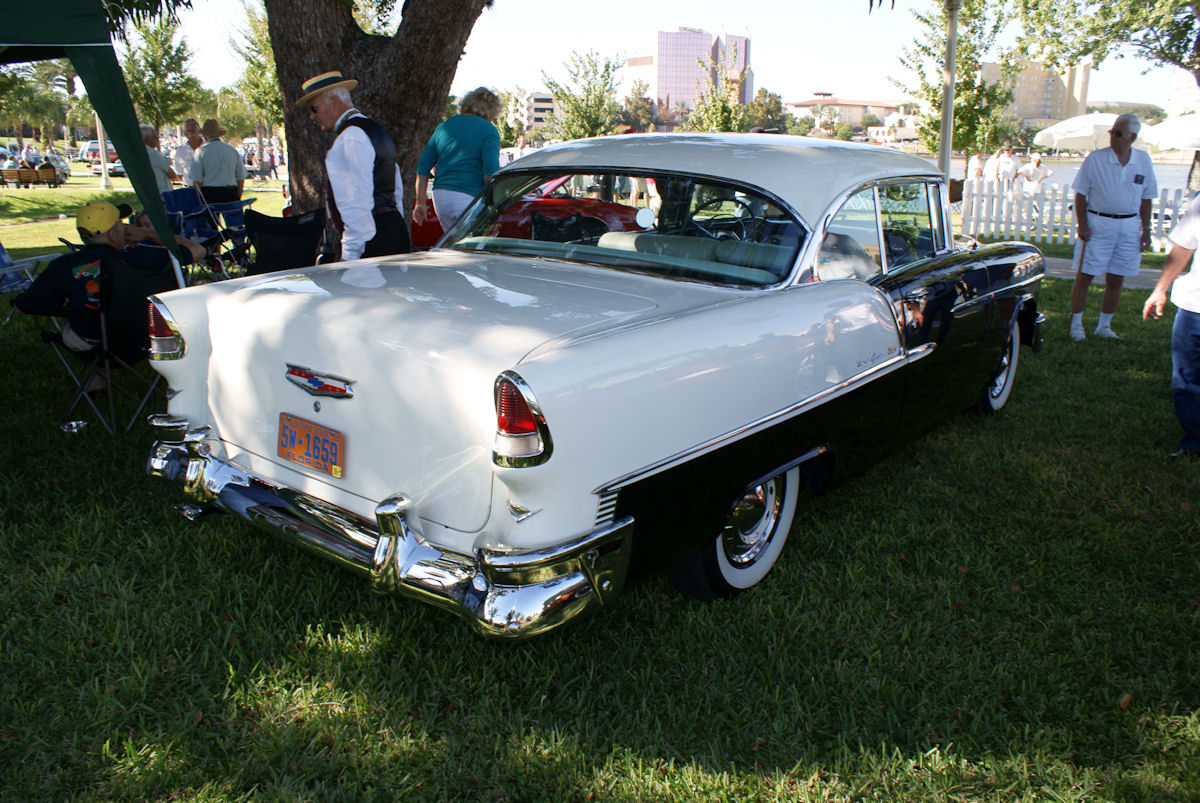

В 1955 році Bel Air отримав цілком нову платформу з пониженою рамою, що дозволило дизайнерам Клеру Маккічену, Карлу Реннеру і Чарльзу Стеббінсу створити низький і широкий кузов з панорамними вікнами і широкими бамперами, який не мав нічого спільного з попередніми моделями Chevrolet. В цьому році Bel Air також отримав найновіший мотор V8 об’ємом 265 кубічних дюймів (4,3 л). В 1955 році модель пропонувалась під слоганом «The Hot One!» (Гарячий!). Всього ж в 1955 році було продано 773 238 Bel Air, включаючи універсали Beauville і Nomad : 41 292 кабріолетів, 345 372 4-дверні седани, 168 313 2-дверні седани, 24 313 Beauville і 8 386 Nomad. Кабріолет коштував 2006 доларів, хардтоп купе — 2067, 4-дверний седан — 1932, а Nomad — 2472. До речі, в 1955 році Chevrolet став лідером ринку США з результатом в 2 223 360 автомобілі. Довжина нового автомобіля складала 4968 мм (універсали — 5006 мм), маса — 1410 і 1450—1500 кг відповідно. Ззовні автомобіль майже нічим не відрізняється від набагато менш дорогої Chevrolet 150, але його належність до престижної серії легко можна визначити за подвійним боковим молдингом, суцільними ковпаками коліс і написом Bel Air на задніх крилах. Модель 1955 року крім всього іншого відрізняє досить скромна решітка радіатора. "Незрозумілі" лампи були замінені на шкали генератора і тиску мастила.

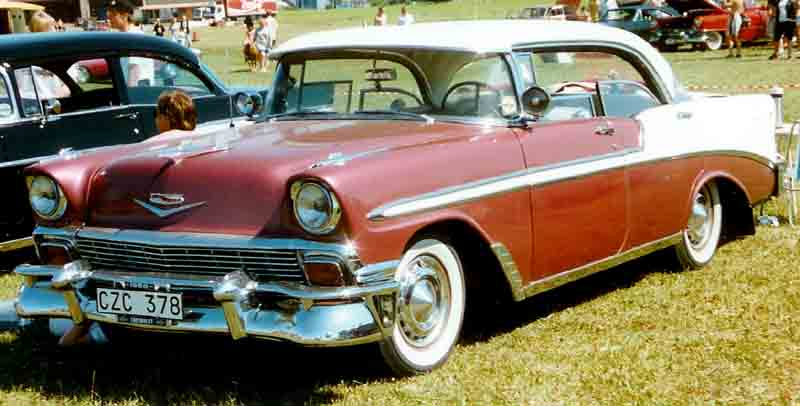
Модель 1956 року

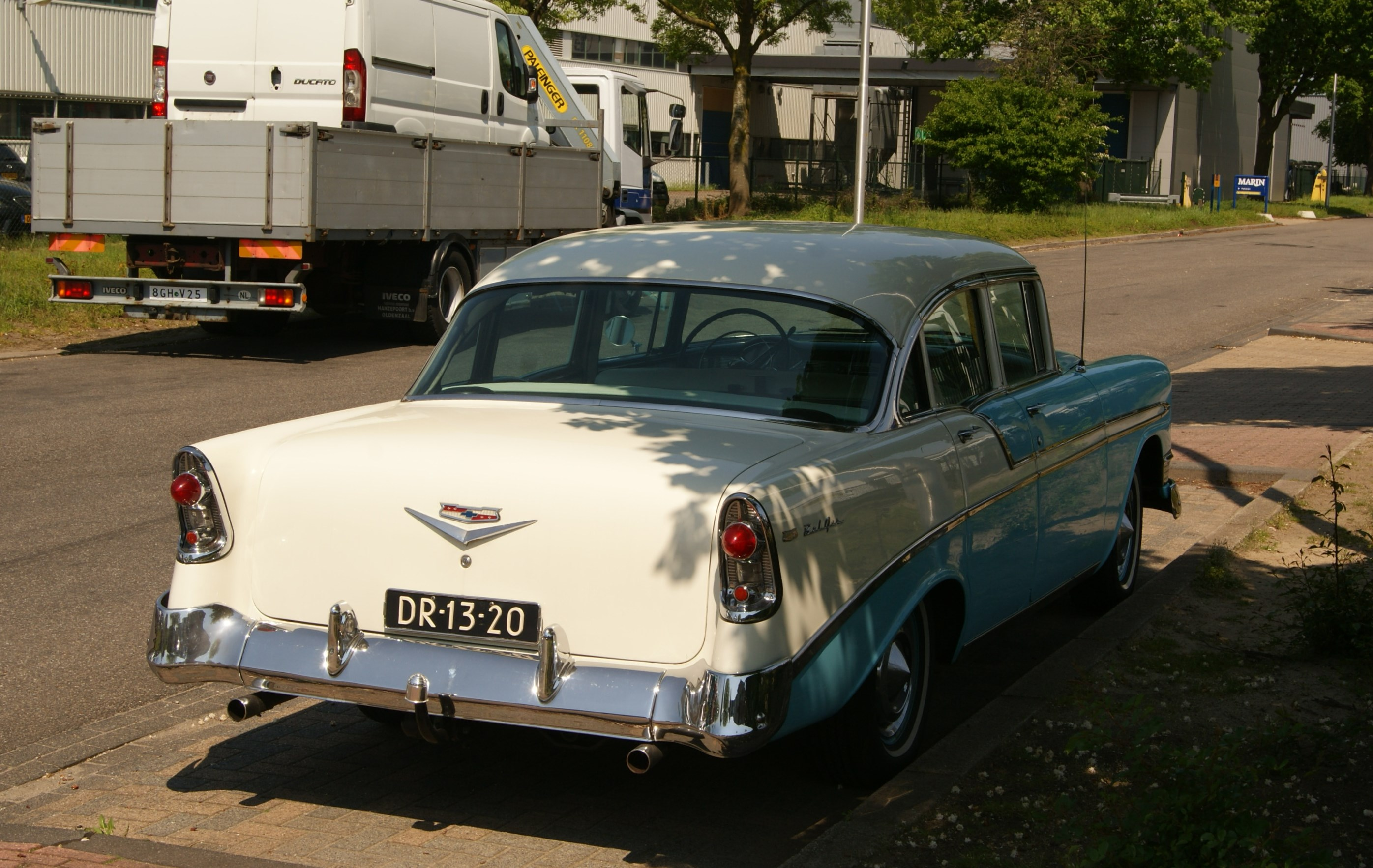

В 1956 році лінійка двигунів розширилась — крім старого доброго Blue Flame пропонувались Turbo-Fire в трьох варіантах потужності — 162, 170 чи 205 к. с., а також 225-сильний «корветівський» мотор. Новий слоган голосить — «Гарячий став ще гарячішим!» В 1956 році було продано 669 064 машини: 41 268 кабріолетів, 103 602 спорт седанів, 128 382 спорт купе, 269 798 4-дверних седанів, 104 849 2-дверних седанів, 13 279 Beauville і 7 886 Nomad за цінами: кабріолет — $2346, хардтоп купе — 2176, 4-дверний седан — 2068, а Nomad — 2608. Хромований декор стає дуже масивним — потужні «двоповерхові» бампери, решітка з прямокутними прорізами, ножеподібні молдинги — все масивно покрито хромом. Капот також отримав масивну хромовану поперечину.

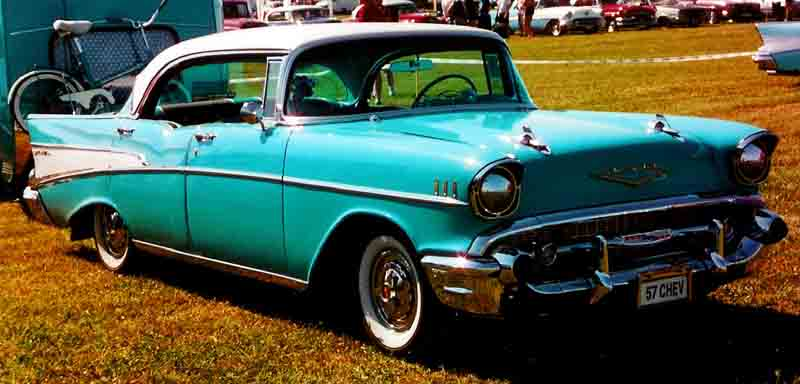
Модель 1957 року

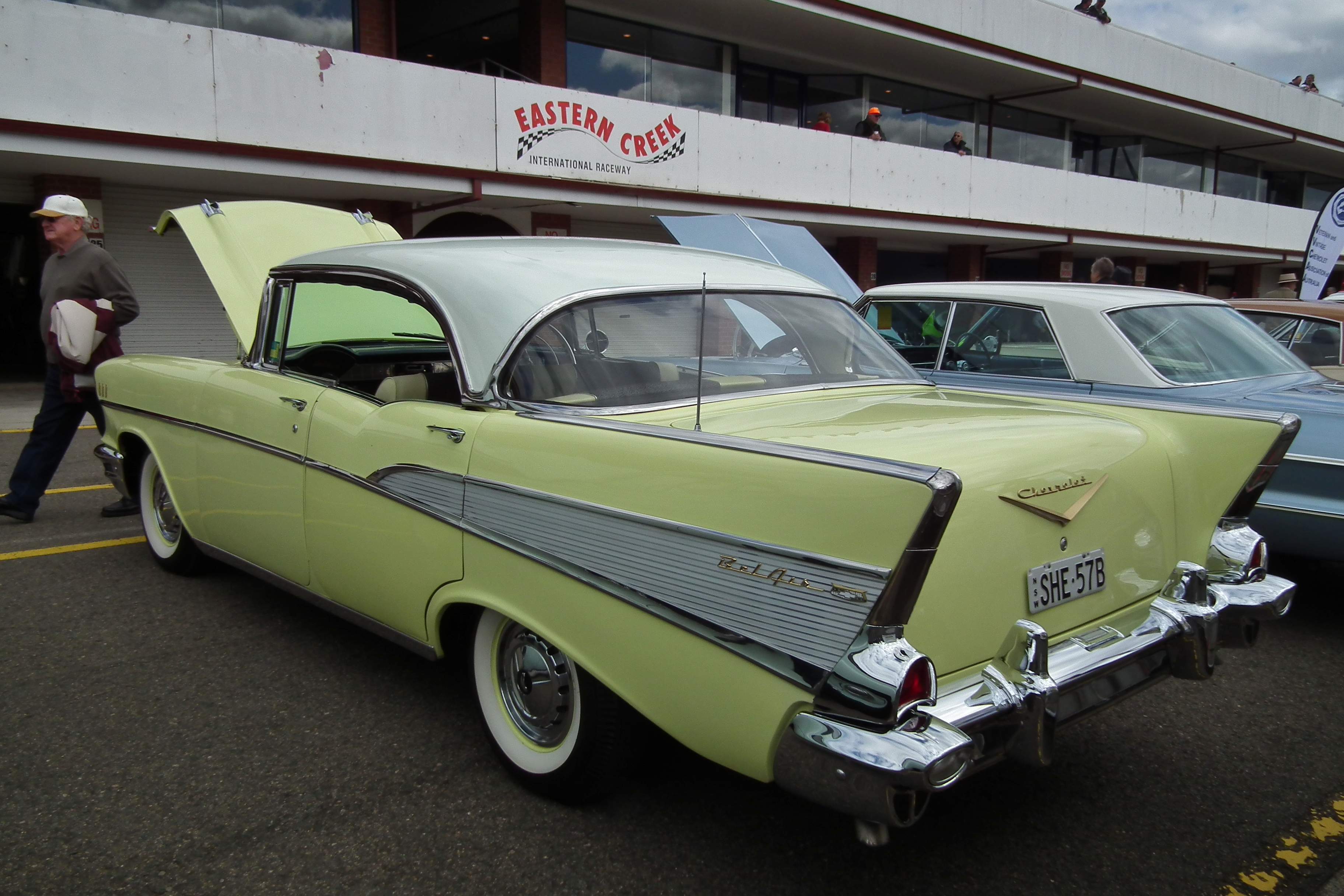

В 1957 році модель отримує новий слоган — Sweet, Smooth and Sassy! (Солодкий, гладенький і дерзкий!) і найновіший V8 об'ємом 4,6 л, оснащений системою впорскування палива Ram Jet. Ця система була розроблена Джоном Дольца і Дональдом Стольтманом, інженерами відділу Rochester, і Зорой Аркус-Дантовим, головним інженером проекту Chevrolet Corvette. Всього ж в 1957 році пропонувались наступні мотори: «корветівський» V8 об’ємом 283 куб. дюймів (4,6 л) (270 чи 245 к. с.), V8 Turbo-Fire (220 к. с. з 4- і 185 к. с. з 2-камерним карбюратором), і заслужений рядний 6-циліндровий Blue Flame. Також пропонувався новий полегшений майже на 40 кг «автомат» Powerglide. Було продано 702 220 машин: 47 562 кабріолети, 137 672 спорт седани, 166 246 спорт купе, 254 331 4-дверний седан, 62 751 2-дверний седан, 27 375 Townsman (який замінив модель Beauville) і 6 103 Nomad. Ціни складали 2511 доларів за кабріолет, 2290 за хардтоп купе, 2299 за 4-дверний седан, і 2757 за Nomad. Кузов отримав дуже цікаві бокові молдинги, фари — добре помітні хромовані ободки, бампер — резинові «кулі» скраю. Але найцікавішим фактом є те, що на моделі 1957 року чітко проявляється знаменитий «плавниковий стиль». Бампери стають заокругленими й візуально інтегруються в кузов, формуючи цілісну композицію автомобіля.
Bel Air 1957 року є одним з найвпізнаваніших американських автомобілів всіх часів; добре збережені екземпляри, особливо спорт-купе і кабріолети, є найбажанішими серед колекціонерів і ентузіастів. Вони просторі, зі стриманим, періодичним використанням плавників і хрому. Друга автоматична трансмісія, Turboglide, була опційною, тоді як оригінальний 2-ступеневий Powerglide залишився незмінним. Turboglide давав безступеневий коефіцієнт передачі, який робив переключення передачі непомітним. Квадрант передачі на автомобілях Turboglide мав важіль "P R N D Gr".

## 1958

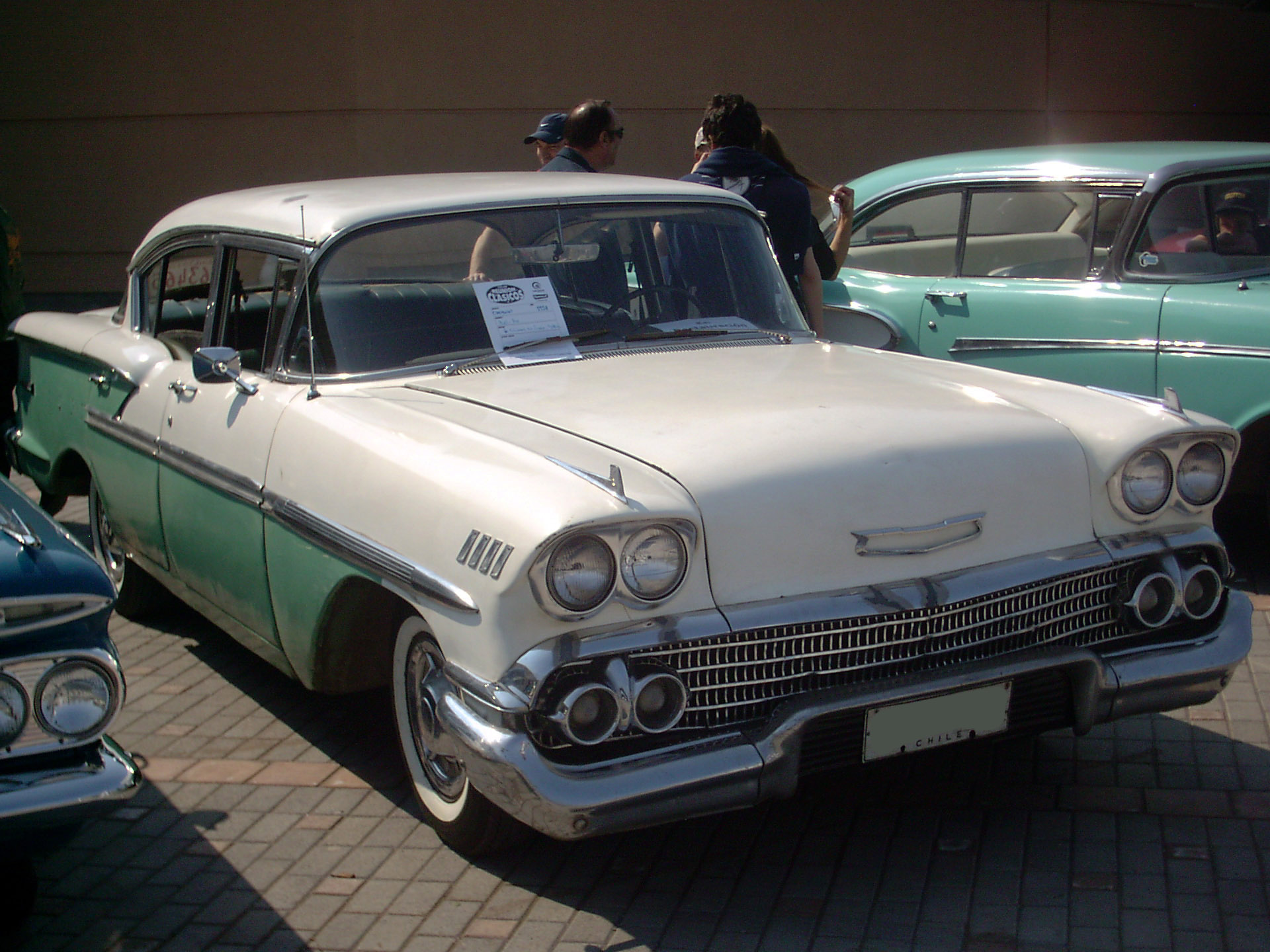
Модель 1958 року

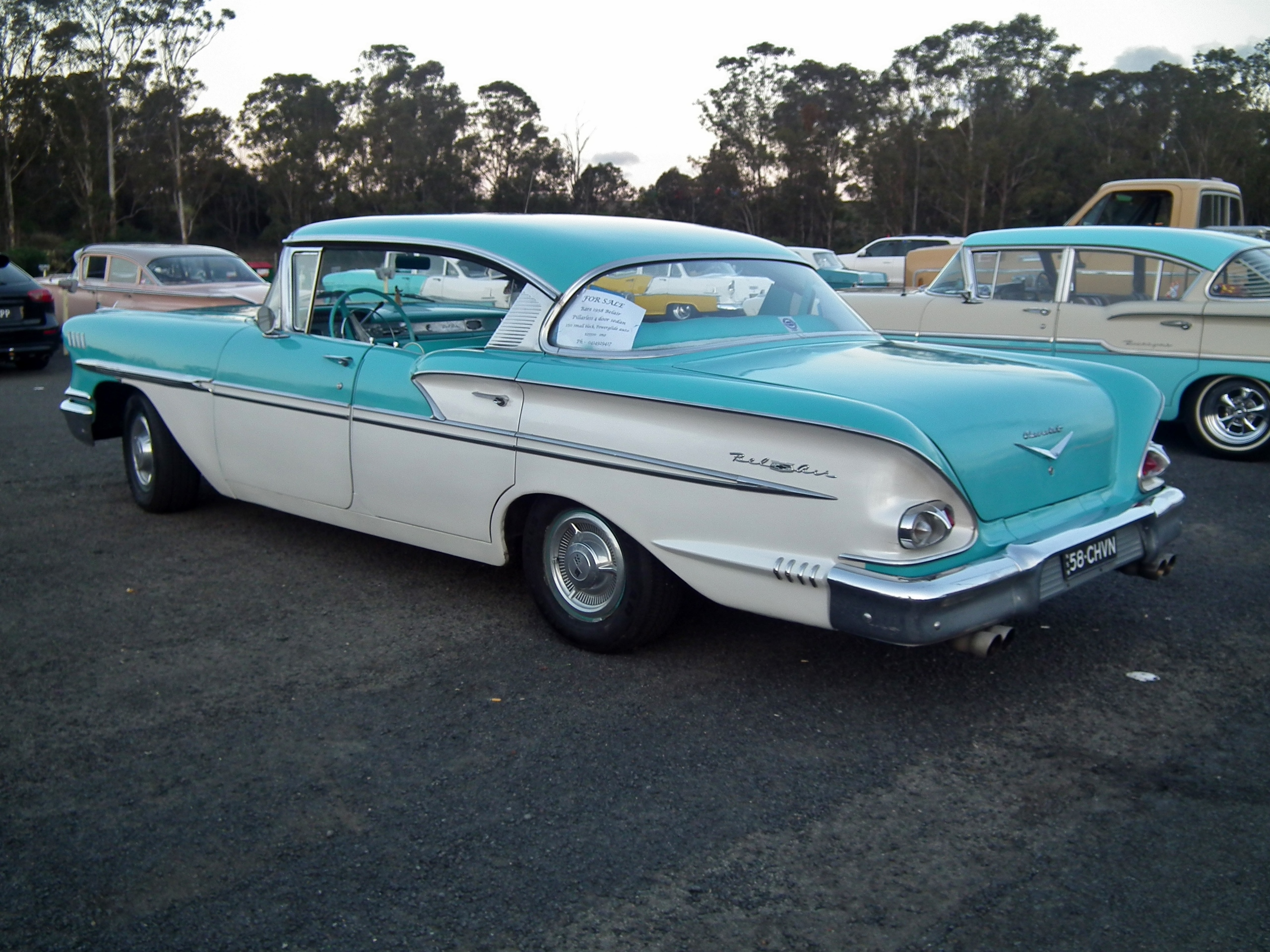

В 1958 році моделі Chevrolet оновили, зробивши їх довшими, нижчими і важчими, ніж їхні попередники 1957 року, і перший у виробництві Chevrolet великий блок V8, 348 куб. дюймовий (5700 куб. см), тепер був опцією. Bel Air отримав покращену модель у 1958 році, Impala, доступну лише в кузові хардтоп-купе і кабріолет в своєму дебютному році. Стиль Impala наслідував основні лінії інших моделей Chevrolet, але отримали особливі стильові риси, включаючи іншу лінію даху, решітку над заднім склом, унікальне бокове оздоблення і потрійні задні ліхтарі, розміщені у злегка ширших нішах. Бюджетні моделі, Biscayne (раніше 210) і Delray (раніше 150) завершили сімейні та утилітарні пропозиції того модельного року.

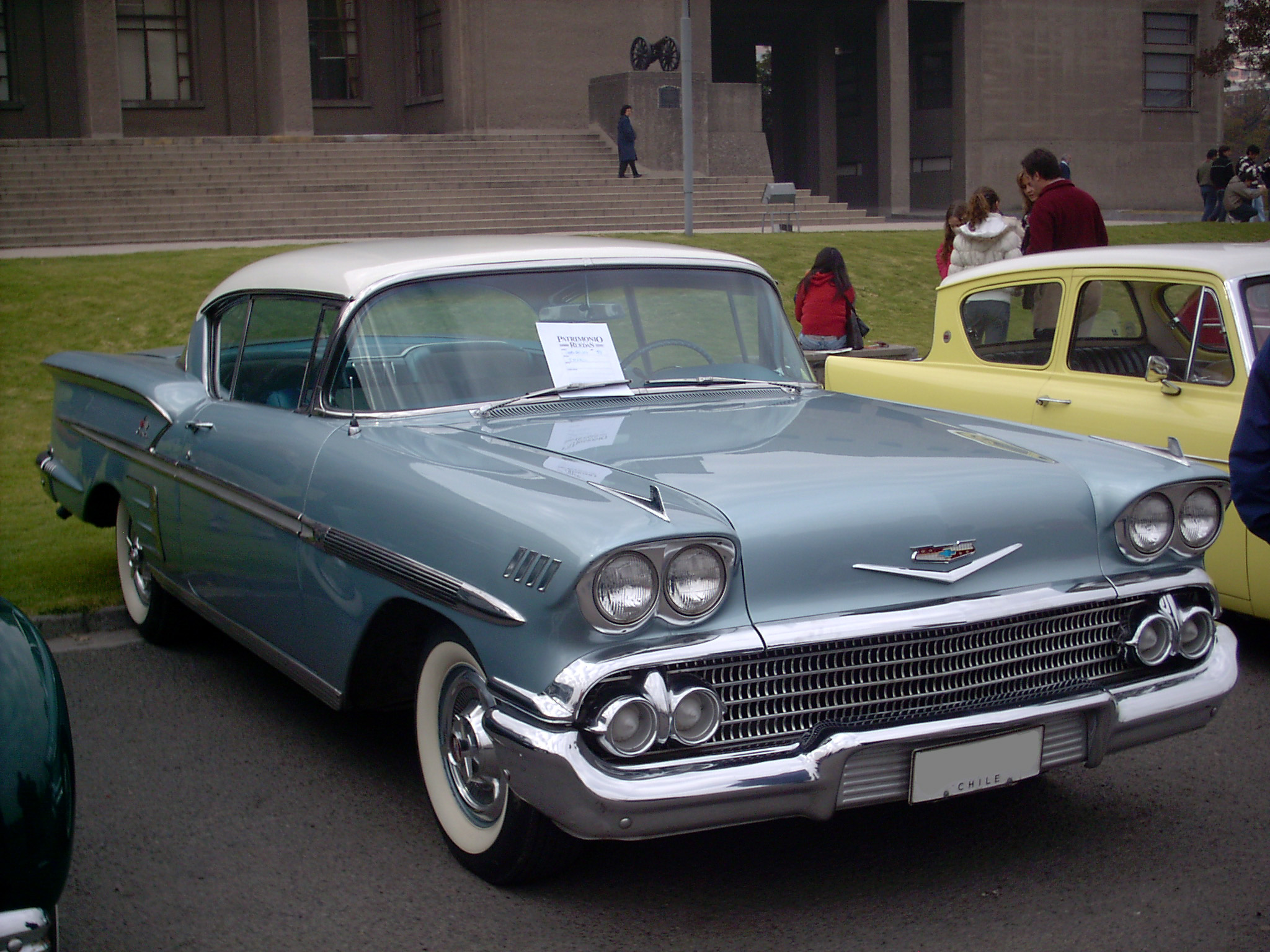
Bel Air Impala

Дизайн Chevrolet був кращим, ніж інші пропозиції GM, і не мав достатньої кількості хрому, як на автомобілях Pontiac, Oldsmobile, Buick і Cadillac. Доповнюванням дизайну передка Chevrolet була широка решітка радіатора і чотири фари, які допомогли імітувати «малий Cadillac»; ззаду на бокових панелях з’явились віялоподібні ніші, які вміщали подвійні задні ліхтарі. Незважаючи на рік рецесії, споживачі зробили Chevrolet автомобільною маркою №1 (перемігши Ford, який утримував титул в 1957 році) і Bel Air був в основі популярності Chevrolet. З його широким вибором кузовів і моделей, на Bel Air можна було замовляти будь-яку можливу додаткову опцію всередині лінійки Chevrolet. Універсал з назвою Nomad також з’явився в 1958 році, коли його запустили як додатковий 4-дверний універсал Chevrolet, якому бракувало унікального стилю моделей Nomad 1955–57 рр.. Більшість моделей універсал Chevrolet мали два задні ліхтарі, розміщені у зменшених нішах, які були зроблені меншими для пристосування заднього борту. Була застосована нова панель приладів.

### Безпека
Як і решта повно-розмірної лінійки Chevrolet 1958 року, Bel Air мав нову хрестоподібну раму Chevrolet «Safety-Girder». Подібна за схемою до рами, застосованої на Cadillac 1957 року, вона мала бокові рейки коробчастого профілю і коробчасту передню поперечину, яка проходила під двигуном. Ці X-подібні рами використовувались на інших Chevy від 1958 до 1964 рр., так само як на Cadillac. Зад був пов’язаний поперечиною каналового профілю. Ця схема пізніше буде осуджена через те, що вона дає менше захисту на випадок бокового зіткнення, але буде застосовуватись до 1965 року.

## 1959–1960

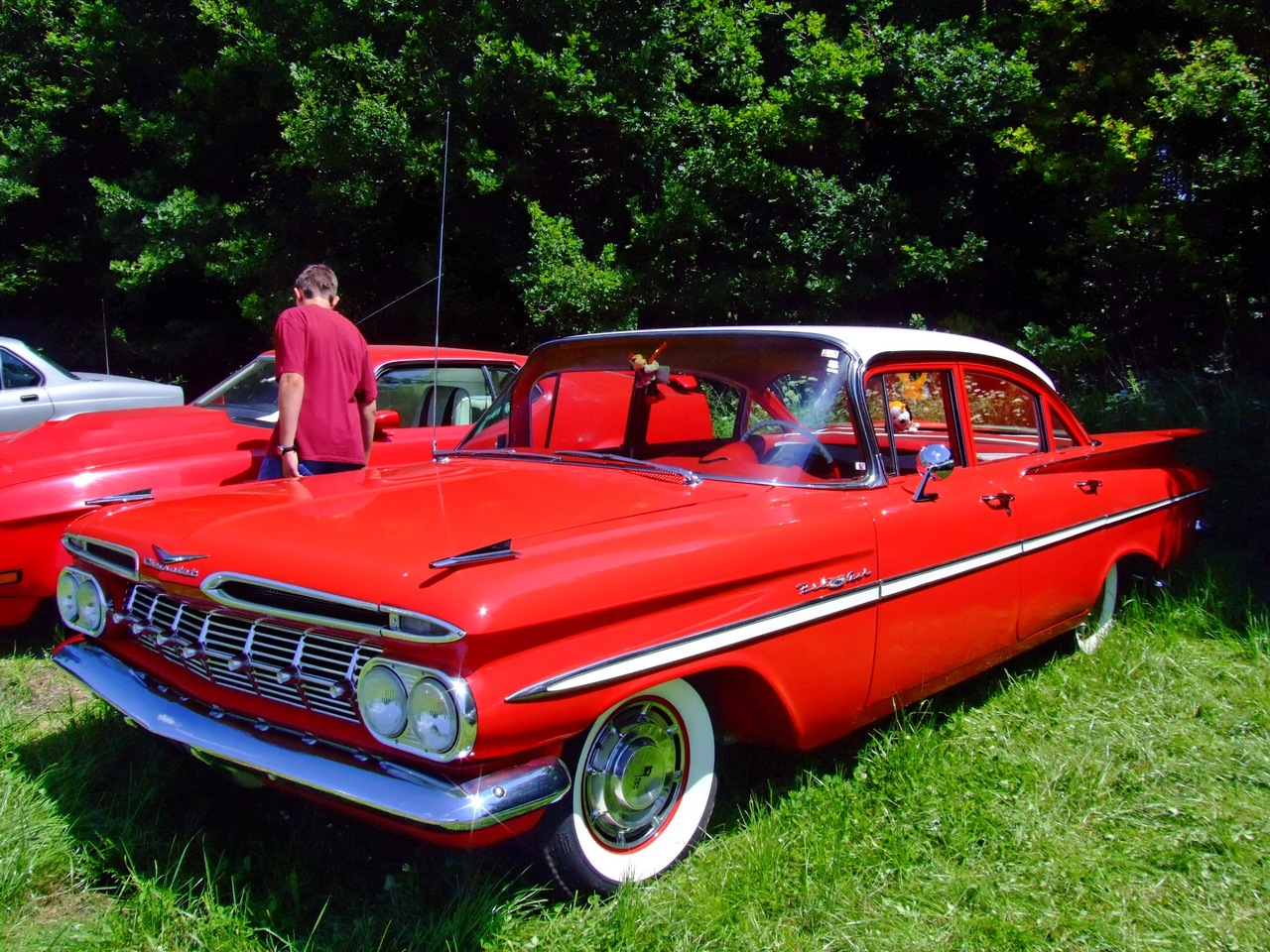
Модель 1959 року

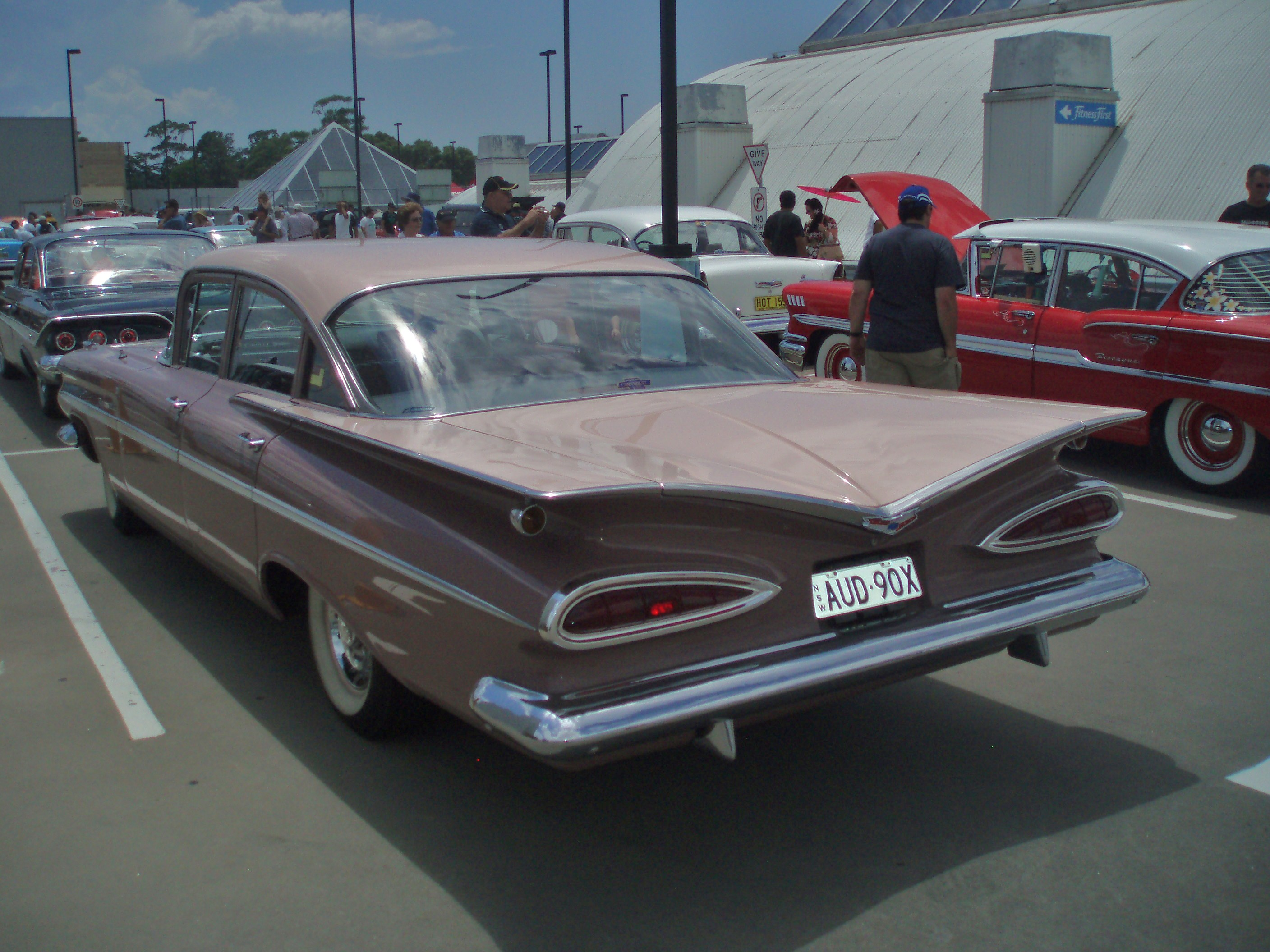

Вже вдруге, як за багато років, Chevrolet знову прийшов з повністю новою машиною. Від переду до заду Chevrolet 1959 року взагалі не були подібними на своїх попередників. Від передніх фар, розміщених так низько, як дозволяв закон, до задніх ліхтарів у вигляді очей кота, Chevrolet 1959 року був абсолютно новим автомобілем з повністю новим кузовом, новою рамою і навіть новою серією назв. Найбільш візуальною новою зміною були плоскі плавники у формі крил. Автомобіль будувався на 119 дюймовій (3000 мм) колісній базі і мав довжину в 211 дюймів (5400 мм), яка була на 11 дюймів (280 мм) довшою, ніж модель 1957 року. Це зробило Chevrolet найдовшим автомобілем в найнижчому ціновому сегменті, де два роки перед тим він був найкоротшим. На додачу, автомобіль був на 3 дюйми (76 мм) ширшим ззовні і мав на 5 дюймів (130 мм) більше ширини всередині, ніж у 1958 році, через зменшення товщини дверей. X-подібна рама від 1958 року збереглась, але була подовжена і підсилена для витримки нового кузова.
Bel Air, який був топовою моделлю з 1953 року, тепер був у середньому ряду. Універсали були все ще поділені самі по собі, але мали номери моделі, з’єднуючись із серією автомобіля. 6-місний Parkwood і 9-місний Kingswood універсали мали номер моделі Bel Air, і як такі були універсалами середньої лінійки. Під капотом була проведена маленька зміна. Розмаїття швидкісних опцій, таких як впорскування палива, спеціальні камери і знижене стиснення, дали показники потужності до 315 к. с. Виробництво Bel Air склало 447,100 машин. Нова лінійка Impala перевершила кількість Bel Air на 20 000 екземплярів. Попереджувальний сигнал стоянкового гальма був опційним.

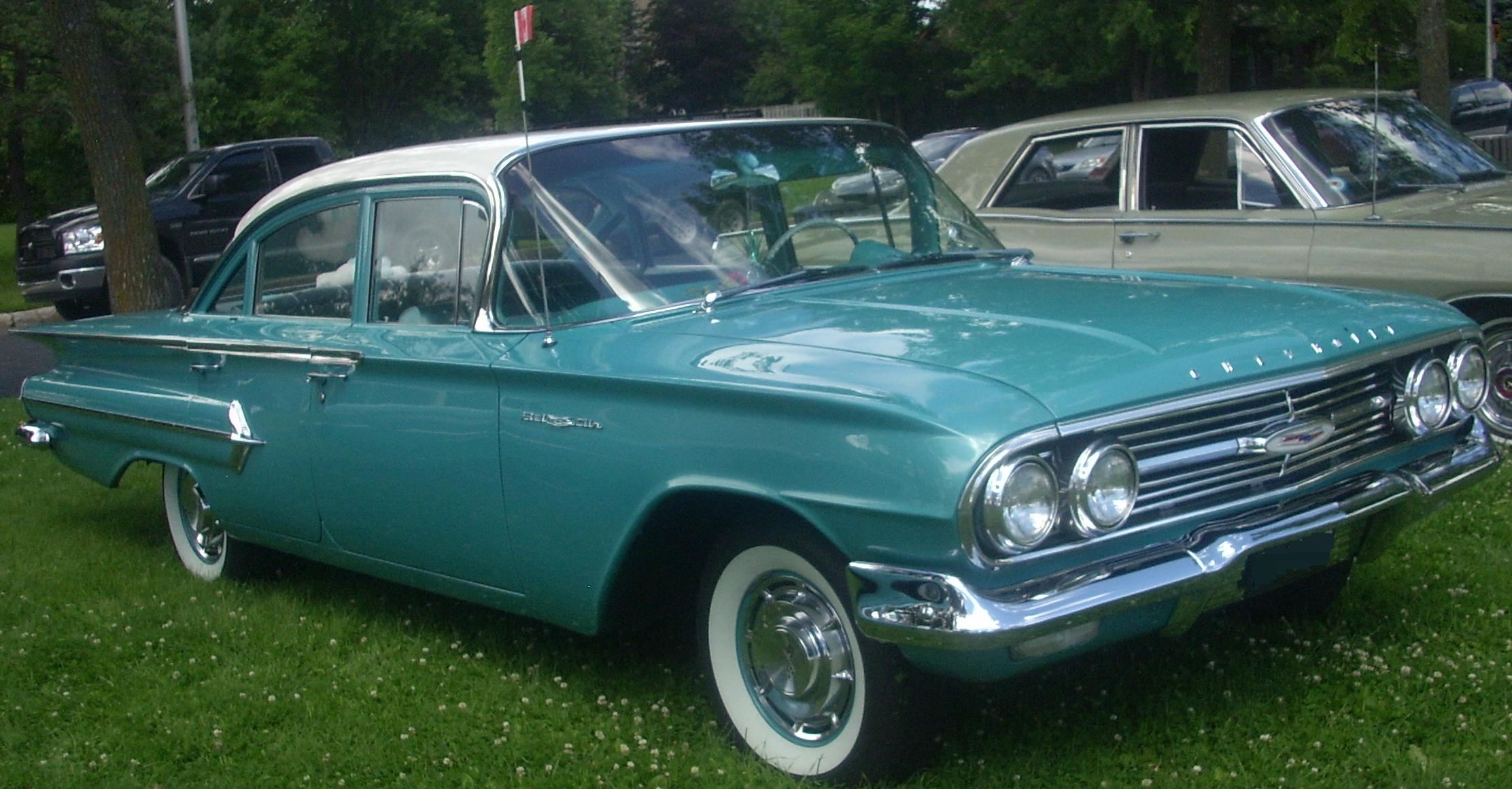
Модель 1960 року

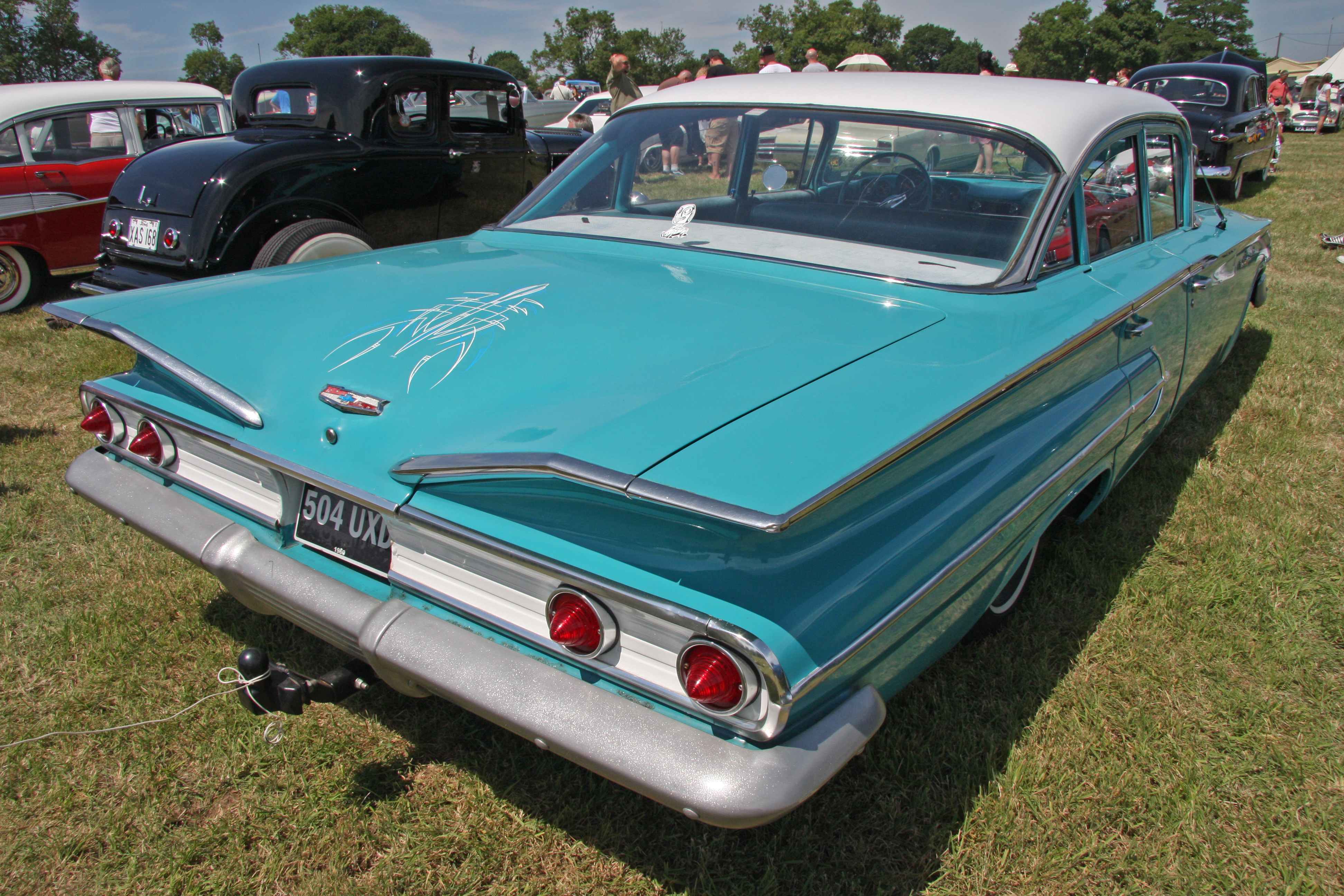

В 1960 році було проведено малу зміну. Нові моделі були вдосконаленням стилю 1959 року з набагато більш стриманим передком, повернення подвійних конусних задніх ліхтарів 1958 року замість вражаючих «очей кота» 1959. Під капотом все залишилось сталим. Впорскування палива більше не було доступним, але з 348 куб. дюймовим двигуном, був досягнутий показник потужності в 335 к. с. на 5800 об./хв.. Це впровадило використання трьох 2-камерних карбюраторів, спеціального валу і коефіцієнт стиснення 11.25:1; все це продавалось як набір. Новим для серії Bel Air було спорт-купе, яке використовувало 2-дверний кузов хардтоп Impala, але без розкішного оздоблення Impala. Спорт седан Bel Air продовжив використовувати виступ заднього вікна і величезне панорамне заднє скло. Bel Air (і Biscayne) мали по два задні ліхтарі на кожній стороні; Impala мала по три ліхтарі на кожній стороні — особливість, яка протримається більшість років аж по 1975 рік. Багато тих самих опцій і аксесуарів, які були доступні на Impala, були також доступні на Bel Air. Bel Air мав більше декоративних елементів ззовні й всередині, ніж Biscayne.

## 1961–1964

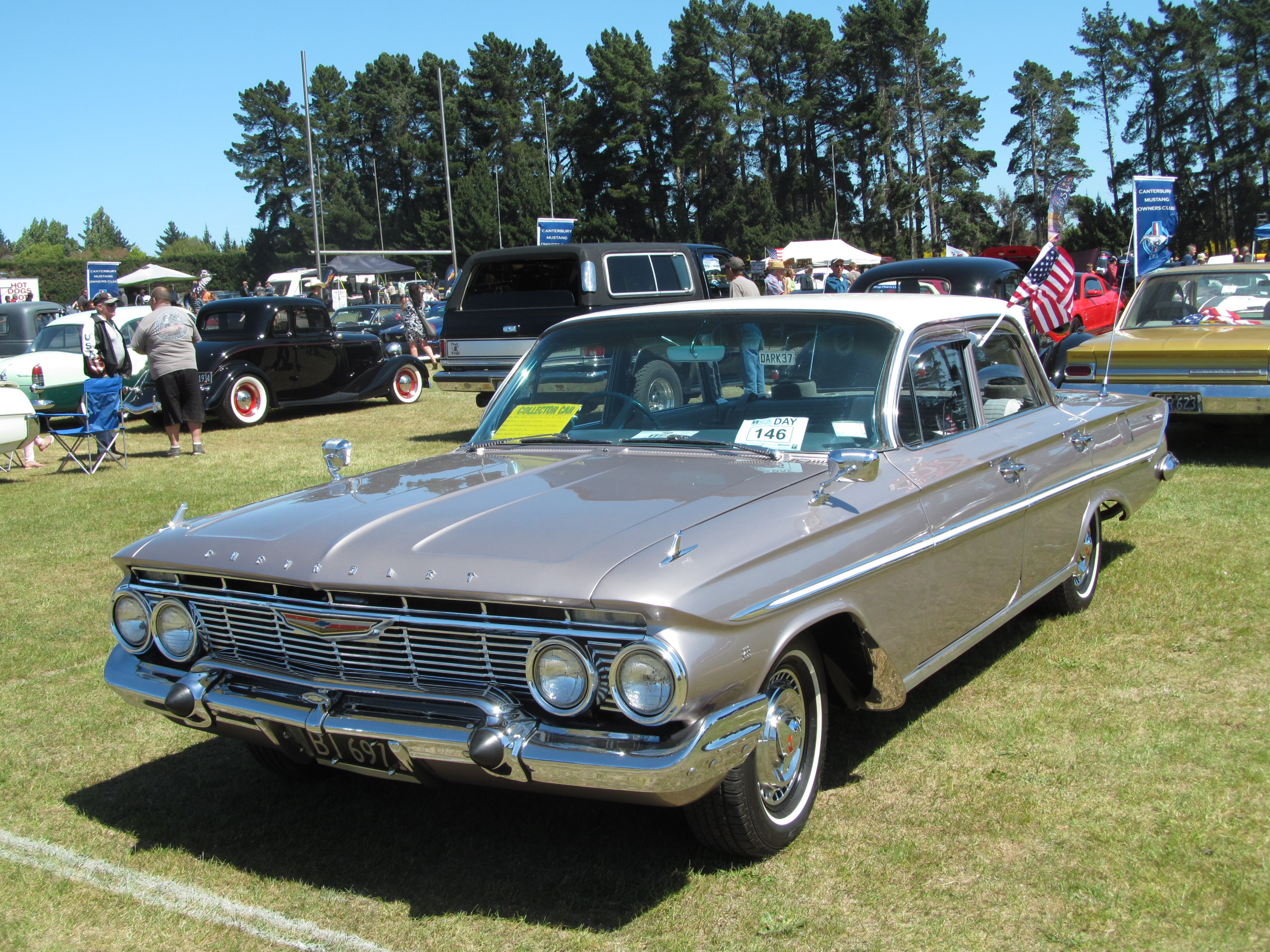
Модель 1961 року

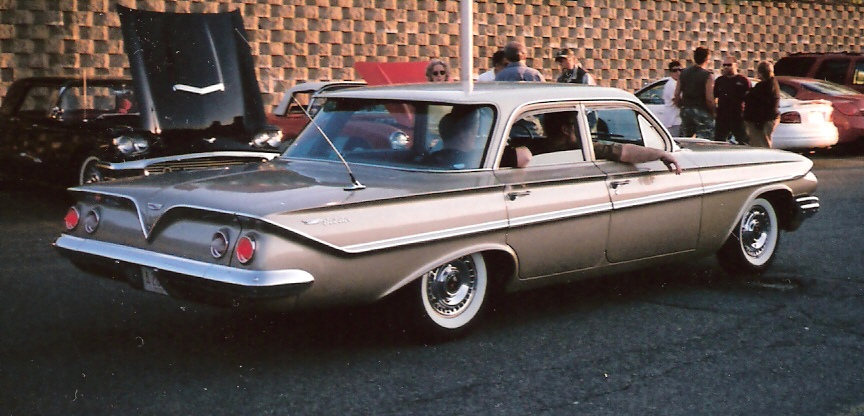

В 1961 році Chevrolet знову мав повністю новий кузов, не лише нові панелі. Його колісна база залишилась 119 дюймовою (3000 мм), але його довжина тепер була злегка зменшена до 209,3 дюймів (5320 мм). Всі опції двигунів попереднього року залишились, по суті, зі стандартними 235,5 куб. дюймовою шісткою з 135 к. с. (101 кВт) чи 283 куб. дюймовим V8 зі 170 к. с. (130 кВт). V8 коштував на $110 більше, ніж шістка і важив на 5 фунтів (2,3 кг) менше.
2-дверний седан Bel Air використовував квадратний стиль даху і велике панорамне заднє скло на противагу стрілоподібному на хардтопі. 4-дверний спортивний хардтоп Bel Air все ще використовував інші лінії даху, ніж 4-дверний седан.

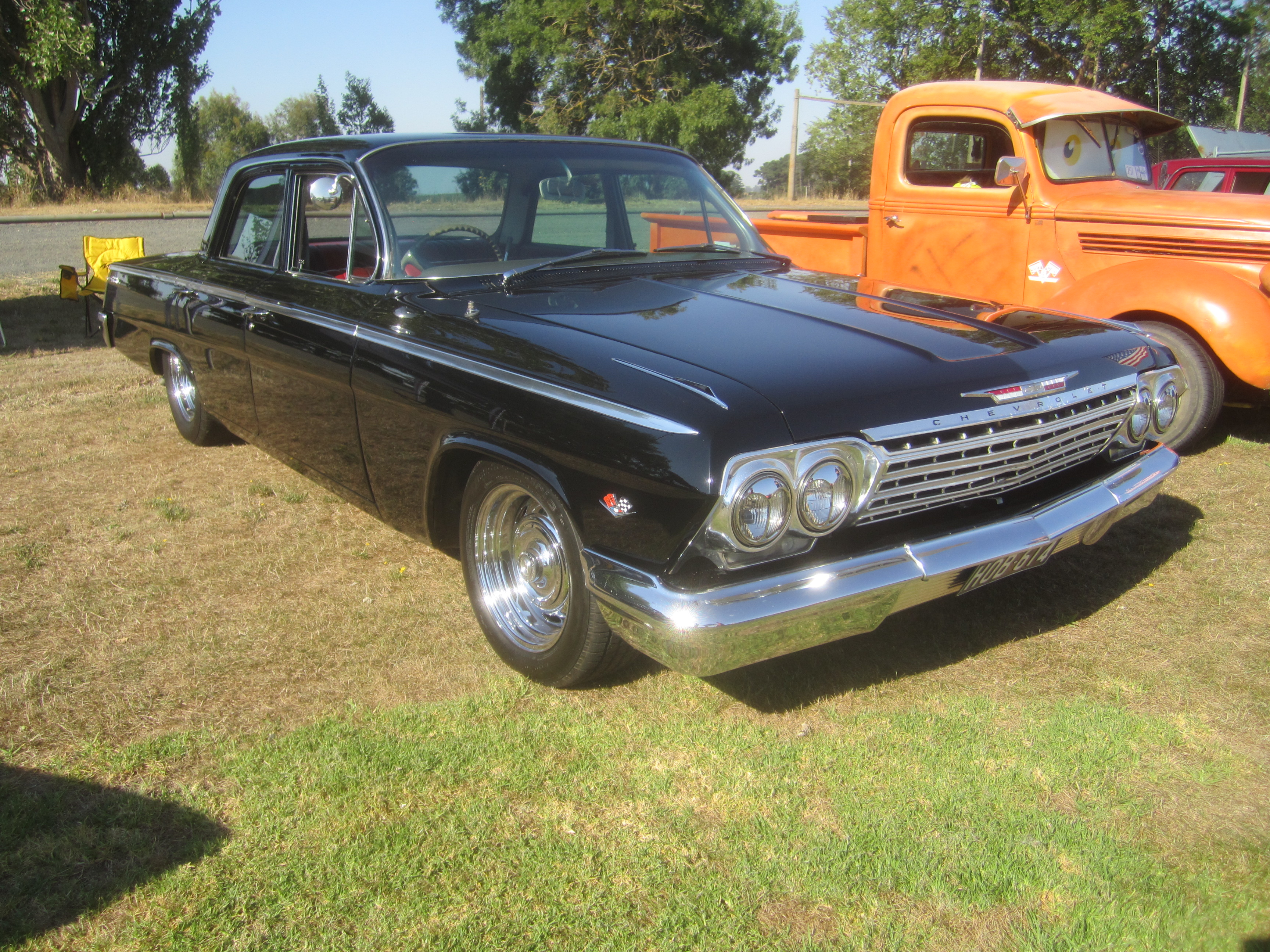
Модель 1962 року

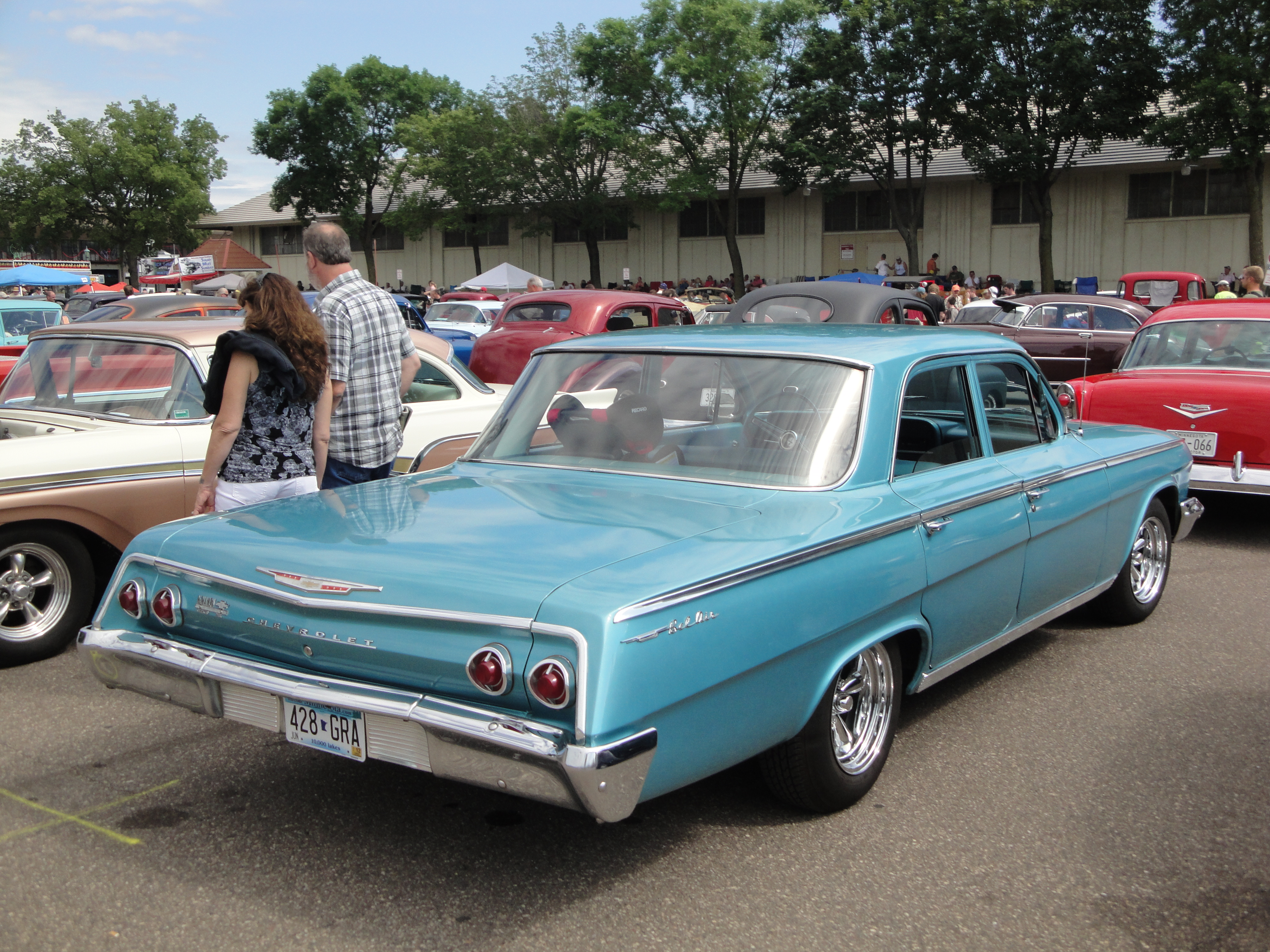

В 1962 році були змінені всі кузовні панелі, крім дверей. Загальна довжина була злегка подовжена до 209.6 дюймів (5,320 мм). 4-дверний спортивний хардтоп більше не пропонувався у серії Bel Air. Стандартні двигуни лишились тими самими, як і в попередньому році. Новий 327 куб. дюймовий (5360 куб. см) V8 з 250 чи 300 к. с. (220 кВт) пропонувався на додачу до гіганта (на той час) 409 куб. дюймового (6700 куб. см) V8 з 380 к. с. (280 кВт) чи 409 к. с. (305 кВт), маючи подвійний 4-камерний карбюратор. Всі універсали цього року були 4-дверними, тож були відкинені роздільні відмінності. Тепер всі моделі були серіями Biscayne, Bel Air чи Impala. Повне килимкове покриття вперше за кілька років повернулось в стандартне обладнання на всі моделі Bel Air 1962 року. Спорт-купе Bel Air було в останньому році виробництва у США, і його лінія даху була від хардтоп-купе 1961 року.

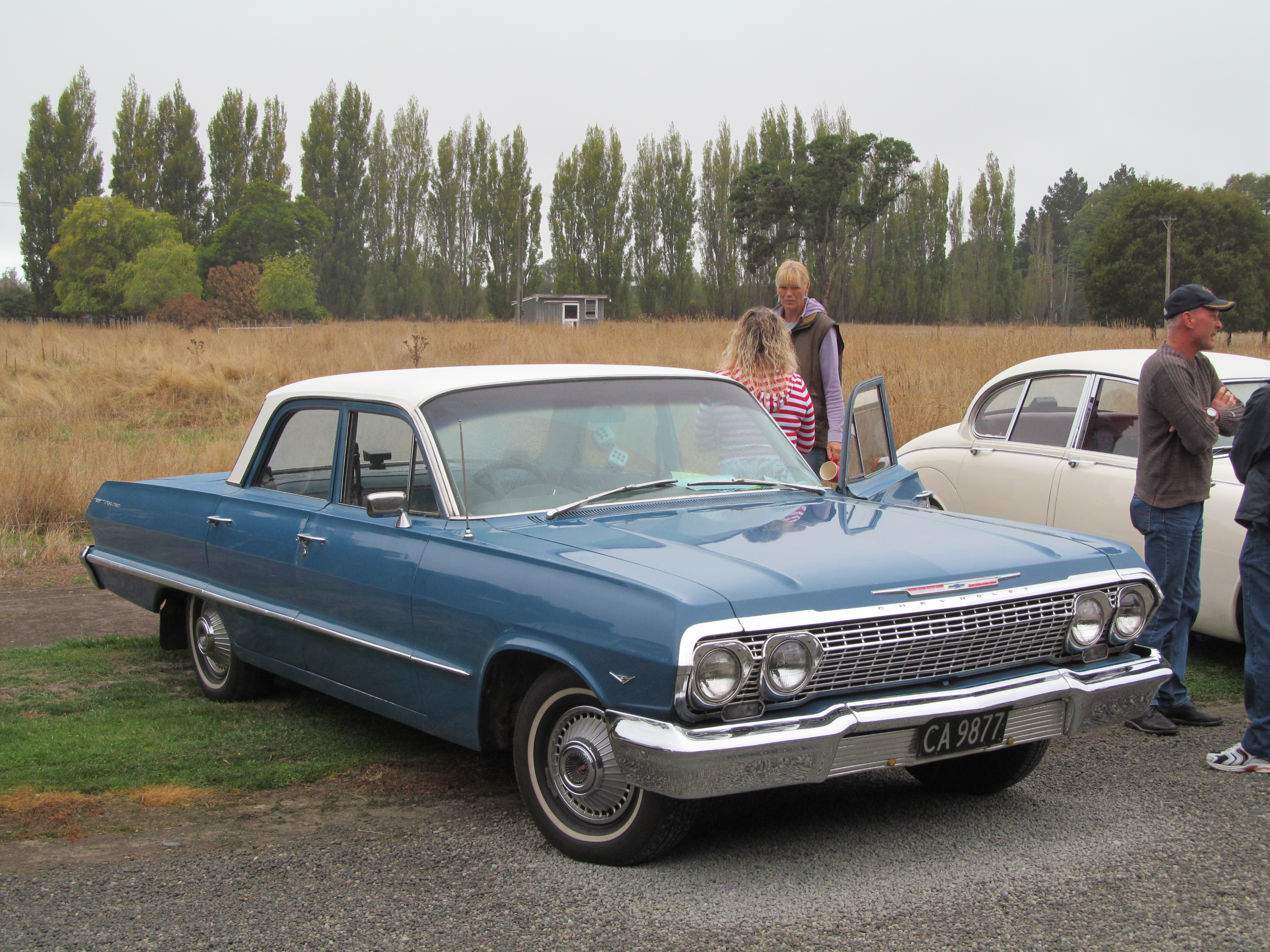
Модель 1963 року

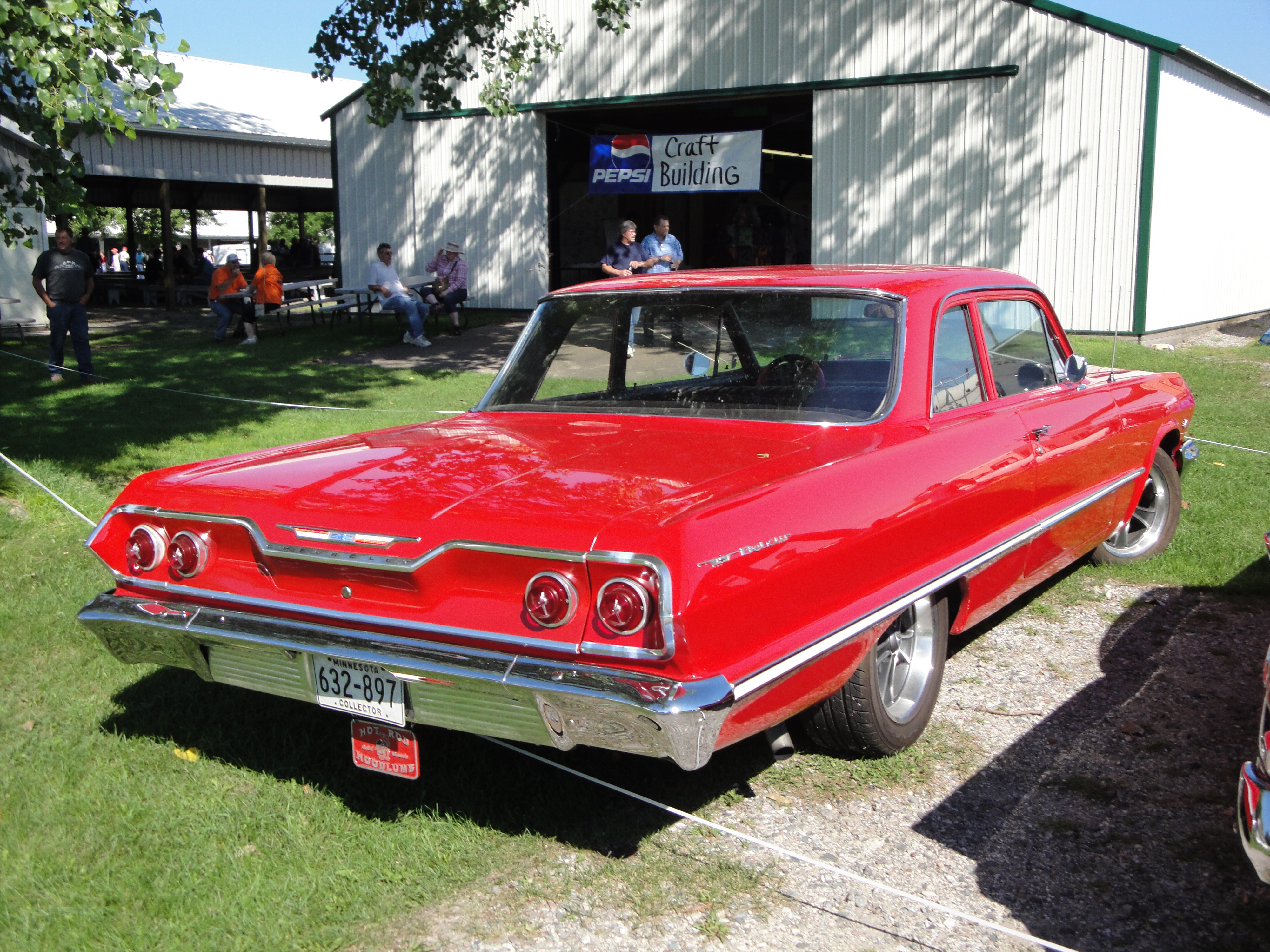

В 1963 році повно-розмірний Chevrolet отримав трохи більше, ніж фейсліфт. Загальна довжина збільшилась до 210.4 дюймів (5,340 мм). Заміною в стандарті старішого 235 куб. дюймовий 6-циліндровий двигун був новий 230 куб. дюймовий 6-циліндровий більш новішої розробки з показником потужності в 140 к. с., яка базувалась на 194 куб. дюймової шістки, представленої на компактній Chevy II Nova попереднього року. Базовий V8 залишився 283 куб. дюймовим, який був налаштований до вироблення 195 к. с. (145 кВт). 409 куб. дюймовий V8 тепер пропонувався у версіях з 340, 400 і 425 к. с. (317 кВт), тоді як малий V8 327 продовжився з опціями 250 і 300 к. с. Bel Air продовжився як модель середнього ряду Chevrolet, але тепер він складався лише з двох моделей — 2-дверний і 4-дверний седан. Також пропонувались 6 і 9-місні універсали Bel Air знову.

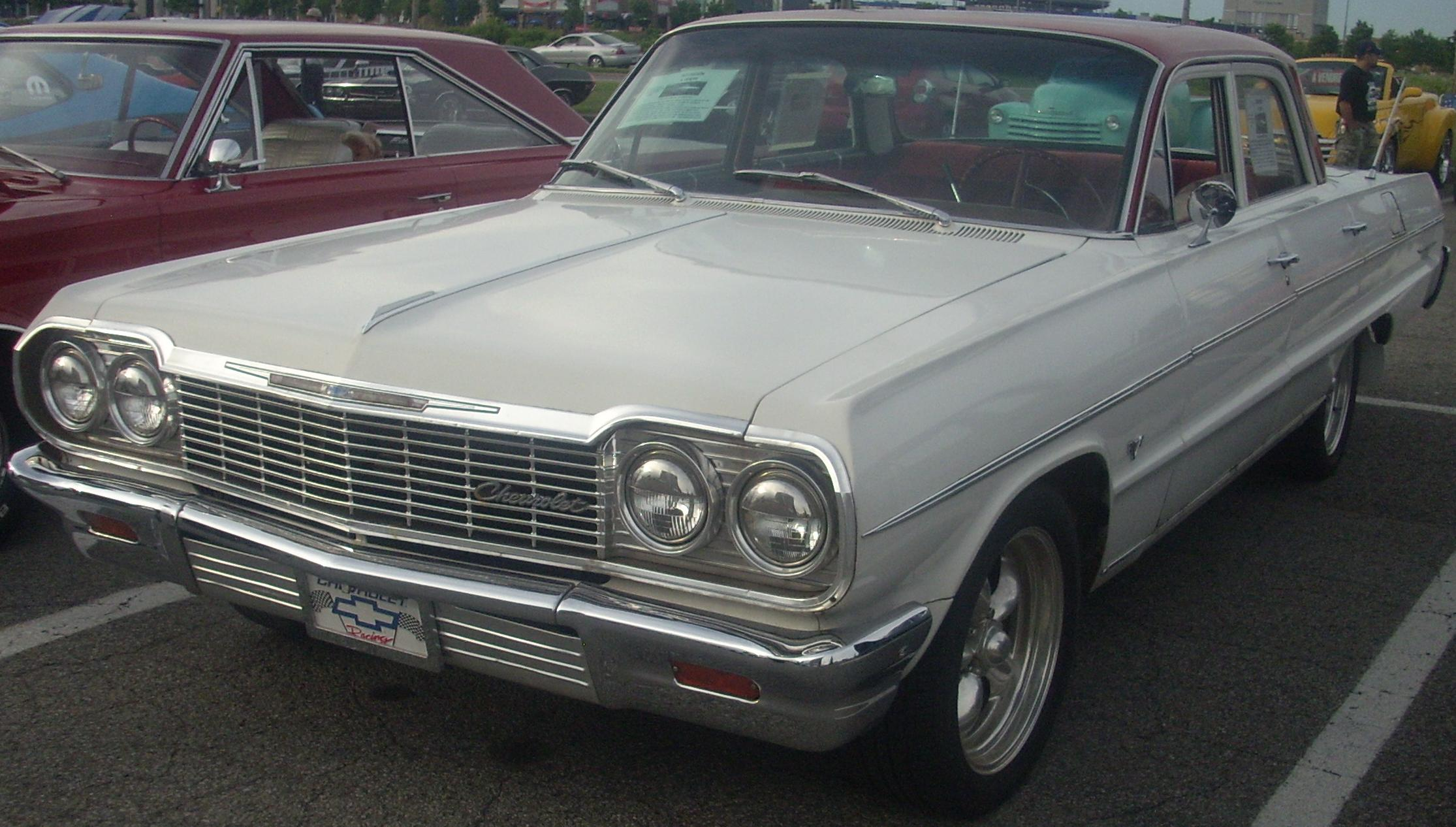
Модель 1964 року

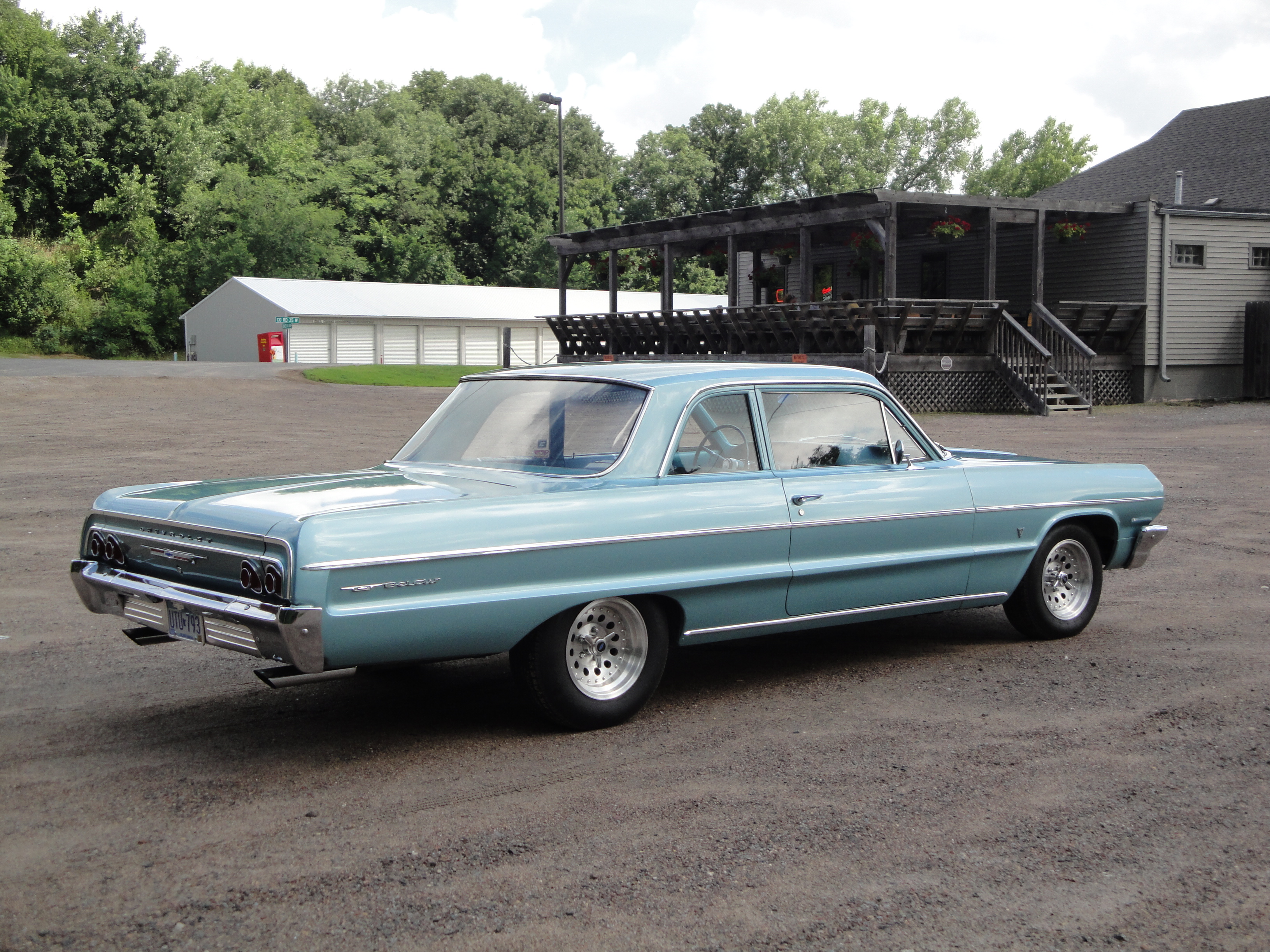

В 1964 році було проведено дуже мало змін, за винятком очікуваних кузовних панелей і зміни оздоблення. Автомобілі мали 209.9 дюймів (5,330 мм) довжини, тоді як універсали — 210,8 дюймів (5350 мм). На додачу до незмінених стандартних двигунів пропонувались два різні 327 куб. дюймові, які мали від 250 к. с. (190 кВт) до 300 к. с. (220 кВт) і три 409 куб. дюймові двигуни, які мали від 340 (250) до 425 (317). За винятком хромованого поясу і різниці в ціні на $100 була маленька зовнішня відмінність між версіями Bel Air і Biscayne.
Правосторонні Bel Air продовжили імпортувати в Австралію. Деякі з цих машин мали обернену панель приладів від Pontiac 1961 року, але інші мали дзеркальне відображення більш привабливої панелі Північної Америки. Ще більш цікавим було те, що деякі з цих Bel Air мали потрійні задні ліхтарі від Impala; центр лінзи був жовтий для слідування законним стандартам Австралії.

## 1965–1970

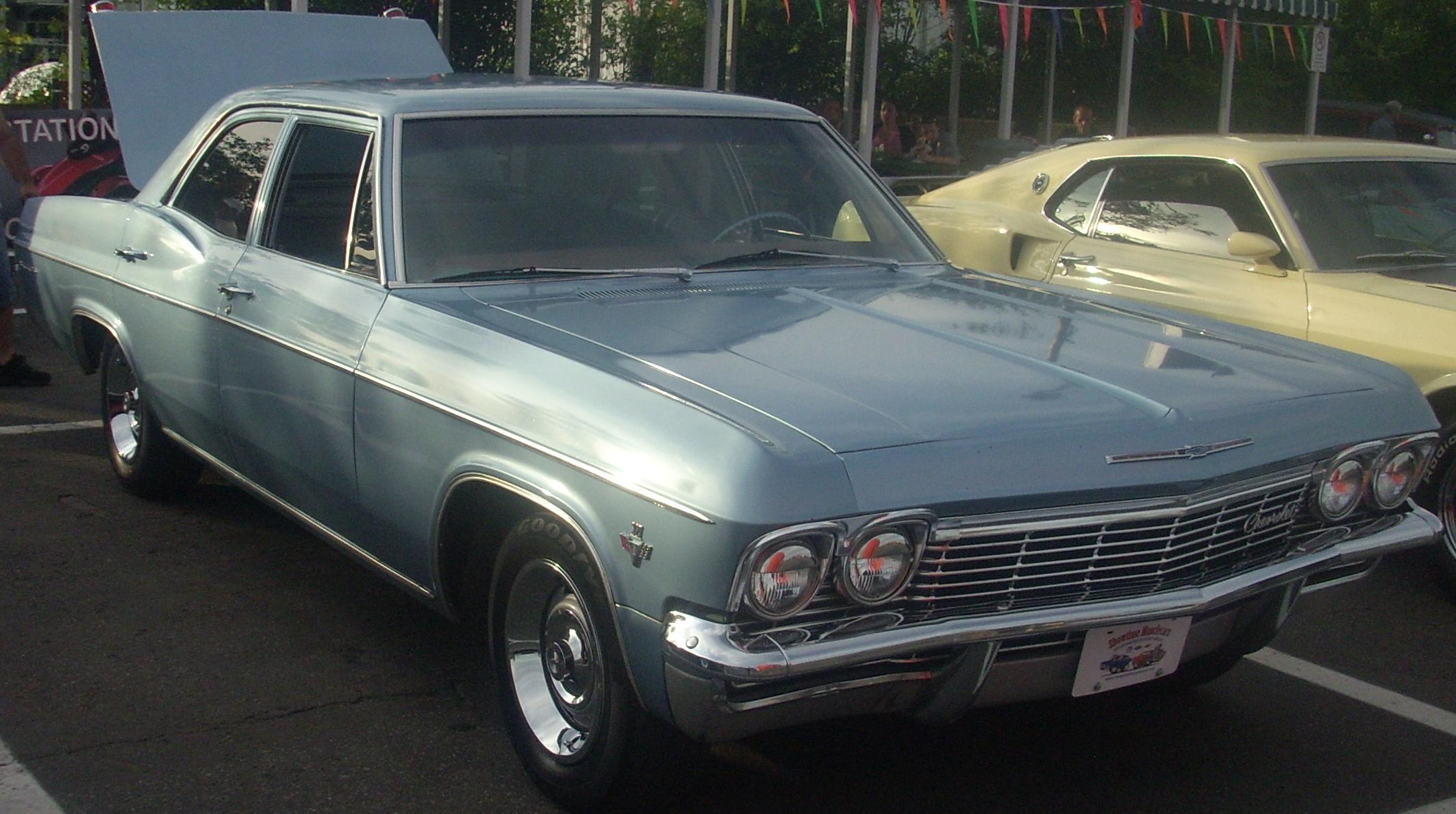
Модель 1965 року

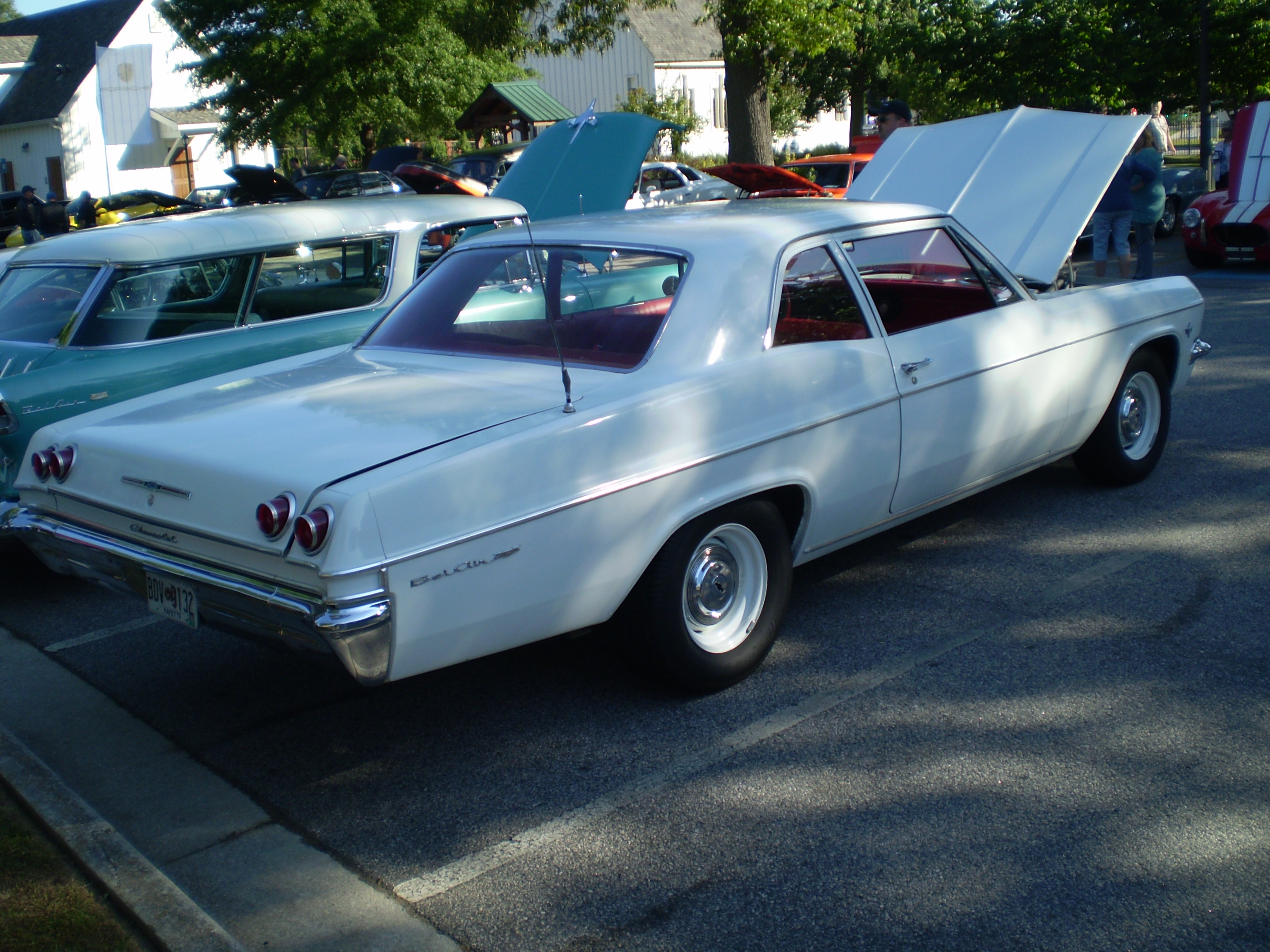

В 1965 році повно-розмірний Chevrolet був повністю оновленим, і автомобілі були подовжені загалом до 213,3 дюймів (5420 мм), навіть попри те, що колісна база лишилась тією самою. Нова штампована решітка мала нижче розширення під бампером, який був злегка ширшим. Гнуті скла і високо встановлені круглі задні ліхтарі характеризували новий стиль. Інтер’єри також були перероблені і мали дуже привабливу панель приладів. Стандартний V8 залишився 283 куб. дюймовою моделлю з 195 к. с. (145 кВт), але опції включали два нові 396 куб. дюймовий (6490 куб. см) куб. дюймовий двигуни з 325 і 340 к. с. (250 кВт) і два 409 куб. дюймові блоки 400 і 425 к. с. (317 кВт).
Bel Air мав хромований пояс і пороги, розпізнавальний напис на задніх крилах, світло в бардачку та електричний задній борт на 9-місних універсалах для його відділення від серії нижчого рівня Biscayne.

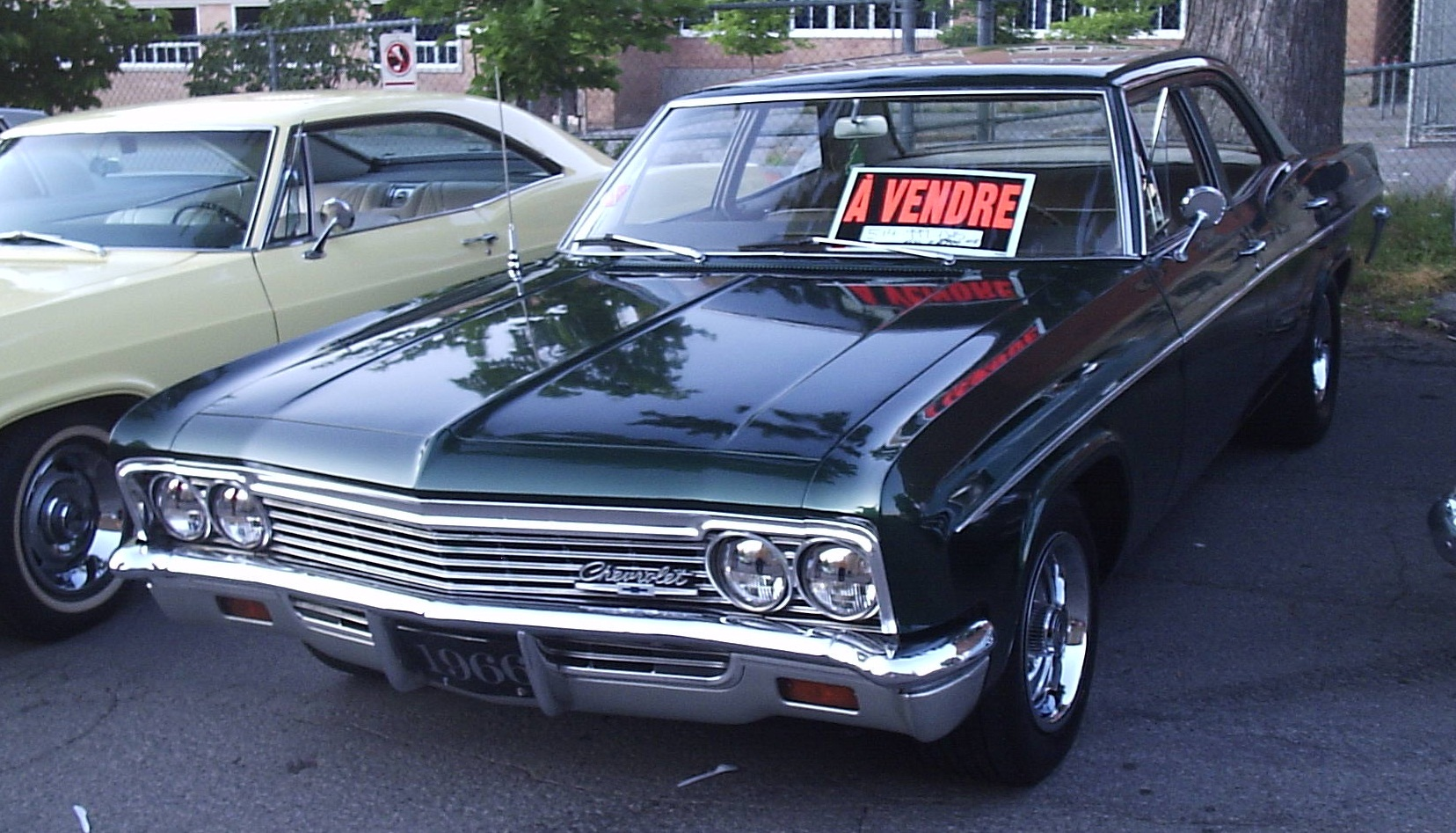
Модель 1966 року

В 1966 році Chevrolet був у своєму другому сезоні цілком нової зміни кузова; такого легкого фейсліфту вистачило, у свою чергу, для поштовху вперед, затуплені передні крила і змінена решітка. Ззаду зайняв місце розрив з традиційними круглими задніми ліхтарями. Bel Air і Biscayne мали подвійні ліхтарі з сигналами заднього ходу всередині них. Загальна довжина була 213,2 дюйми (5420 мм). Стандартний 6-циліндровий двигун того року був більшою версією 250 куб. дюймів 155 к. с. (116 кВт). Новим для швидкісного набору був 427 куб. дюймовий (7000 куб. см) V8 з 390 чи 425 к. с. (317 кВт). Bel Air легко відрізнявся від Biscayne через свій боковий молдинг по всій довжині кузова і написами Bel Air на задніх крилах. Повністю вінілові інтер’єри тепер були стандартними на універсалах, тоді як тканинні і вінілові оббивки були далі на седанах.
В 1967 році повнорозмірні Chevrolet мали новий кузов з випуклими задніми крилами, однією зі стильових тенденцій того року, яку не кожен сприйняв необхідно. 2 і 4-дверні седани Bel Air продовжились з додатком 6 і 9-місних універсалів. Цього року Bel Air мав потрійні задні ліхтарі, а не подвійні як Biscayne. Стандартні двигуни залишились тими самими як і в попередньому році. Опційними двигунами були 327 куб. дюймовий V8 з 275 к. с. (205 кВт), 396 куб. дюймовий V8 з 350 к. с. (260 кВт); чи 427 куб. дюймовий V8 з 385 к. с. (287 кВт), та різноманітні швидкісні набори.

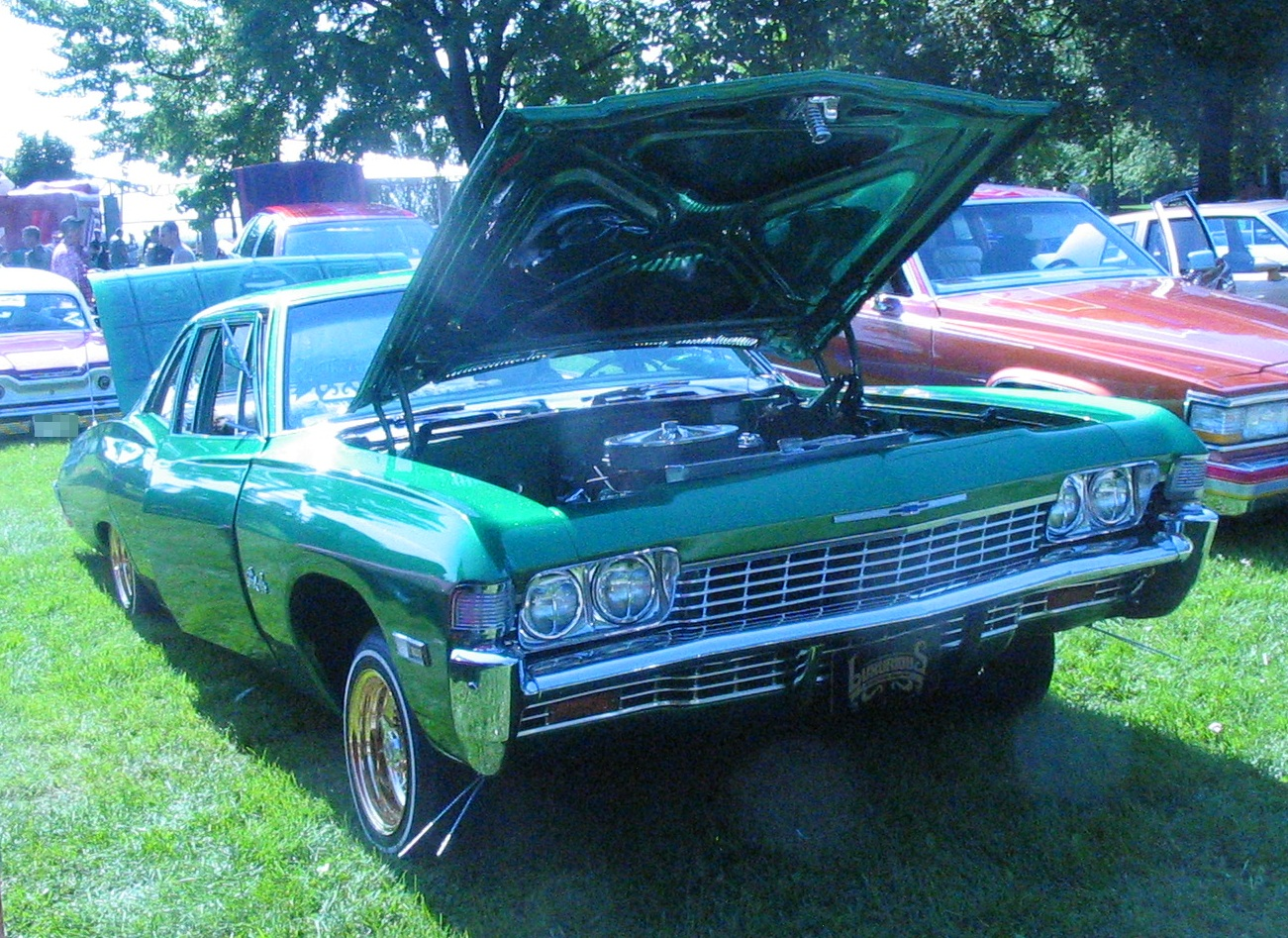
Модель 1968 року

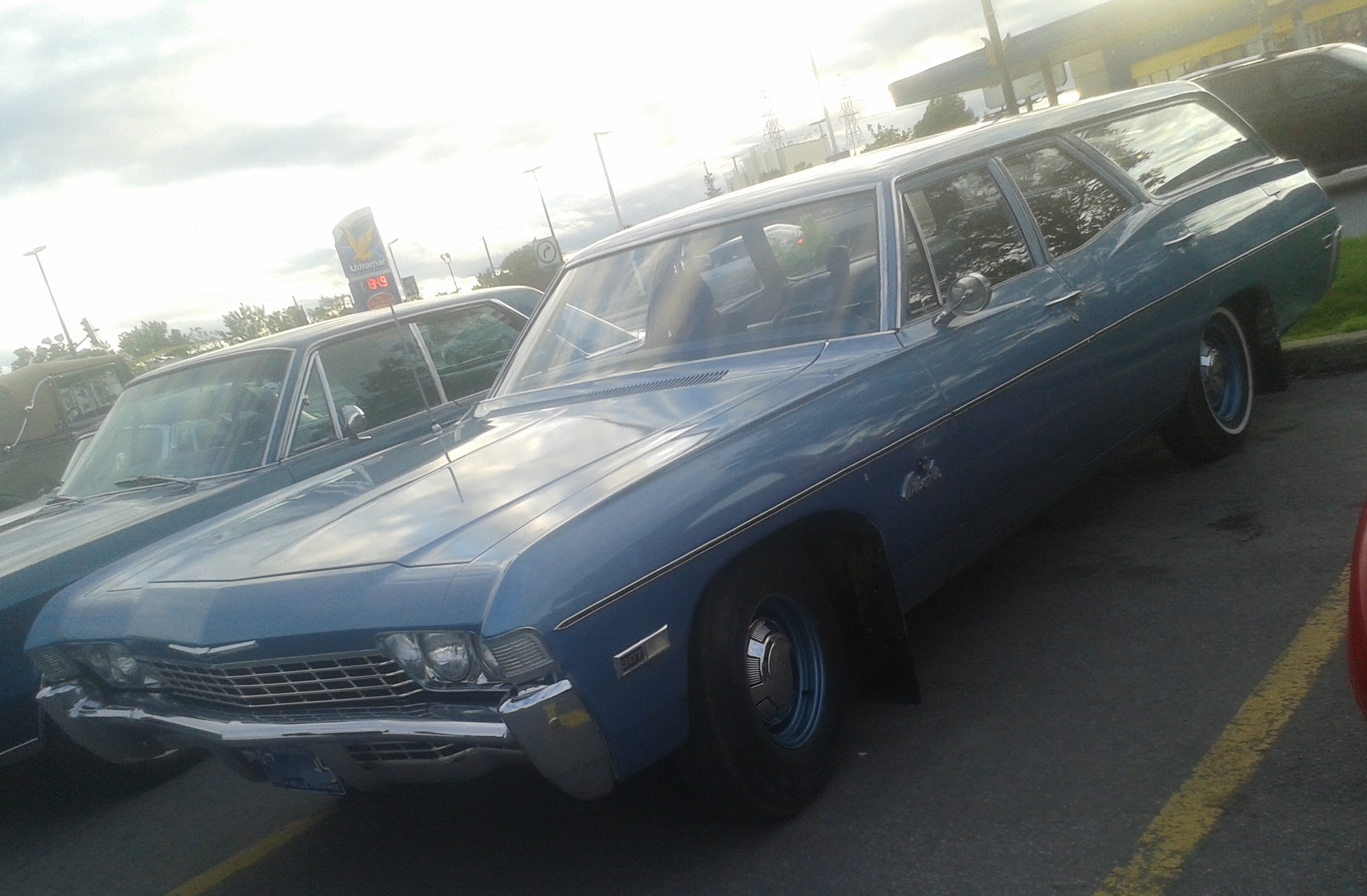
Універсал 1968 року

В 1968 році повнорозмірні Chevrolet отримали декілька змін, але були досить подібними до моделей 1967 року, хоча вони збільшились на дюйм до 214,7 дюймів (5450 мм). Новий дизайн решітки Chevrolet носив сильну схожість з тією, що на Cadillac, але дизайн подвійних задніх ліхтарів на Bel Air був строго Chevrolet. В незвичайний спосіб, задні ліхтарі були вмонтовані в бампер. У 1968 році США вимагали ремені безпеки на всі автомобілі, що призвело до нового стандарту в безпеці автомобіля.
На додачу до 250 куб. дюймової шістки з 155 к. с. (116 кВт), стандартні двигуни включали новий 307 куб. дюймовий (5030 куб. см) V8 з 200 к. с. (150 кВт). Bel Air зі стандартною шісткою 250 був здатний набрати максимальну швидкість 90 миль/год. (140 км/год.) і з витратою палива 12.8 л/100 км на крейсерських швидкостях. Оснащені новим V8 307, серійні автомобілі Bel Air мали максимальну швидкість 105 миль/год. (169 км/год.) і витрату палива 13,8 л/100 км на крейсерських швидкостях.

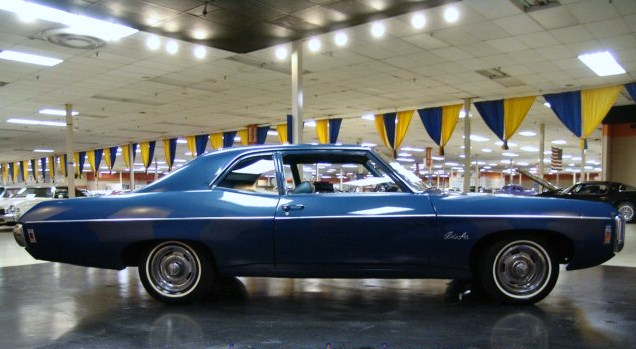
Модель 1969 року

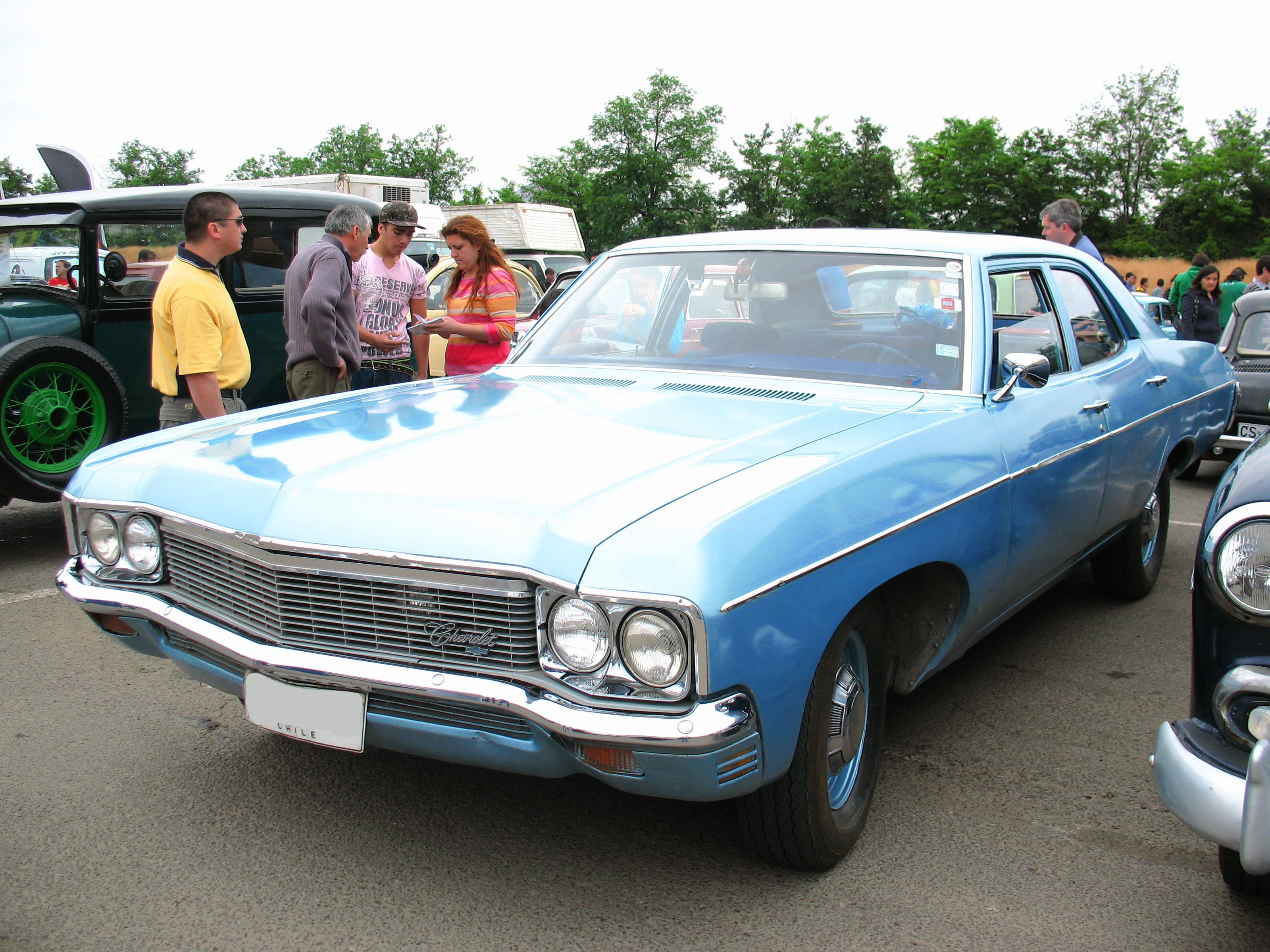
Модель 1970 року

В 1969 році великий Chevrolet був повністю переробленим, отримавши нову довжину, нові лінії крил і кузова і нові передок і задок, але продовжив використовувати базове шасі 1965 року, внутрішню структуру кузова і навіть лінії даху 2- і 4-дверних седанів. Автомобілі також залишились на 119 дюймовій (3000 мм) колісній базі, але виросли до нової довжини 219,9 дюймів (5590 мм), тоді як універсали збільшились на 4,3 дюйми (110 мм) до нової довжини 217,7 Пропозиції двигунів включали стандартний 250 куб. дюймовий 6-циліндровий і 235 к. с. 327 V8 та опційні двигуни V8 включали два 350 з 255 і 300 к. с., 396 мав потужність 265 к. с. і три 427 V8 335 к. с. (250 кВт), 390 к. с. (290 кВт) і 425 к. с. (317 кВт). Це був останній рік для 2-дверного седана Bel Air і універсал на його основі був перейменований у Townsman, як частина руху Chevrolet повернення до практики використання різних назв на універсалах, ніж інших моделей перед 1962 роком. 3- і 4-ступеневі механічні трансмісії знову пропонувались разом з 2-ступеневом автоматичною Powerglide з 6-циліндровим та 327 і 350 V8; і 3-ступенева Turbo Hydramatic, яка пропонувалась лише з V8 великого блоку від його представлення в 1965 році, тепер була доступна зі всіма двигунами.
В 1970 році лінія Chevrolet була дуже мало змінена і регулювалась до нового і дуже привабливого передка. Стандартна шістка все ще була 250 з 155 к. с. Стандартний V8 в повно-розмірних Chevrolet тепер був 350 куб. дюймовим (5700 куб. см) з 250 к. с. (190 кВт). Опційні двигуни V8 включали 300 к. с. 350 і 265 к. с. 400, з топовою пропозицією 454 куб. дюймового (7440 куб. см) з 345 к. с. (257 кВт). Серія Bel Air тепер була однією моделлю в кузові 4-дверного седана, тоді як універсал знову продавався під назвою Townsman.
Платформа B GM 1965-70 рр. є четвертою найпродаванішою автомобільною платформою в історії після Volkswagen Beetle, Ford Model T і Lada Riva.

## 1971–1975

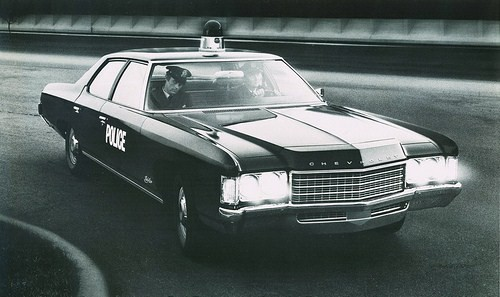
Модель 1971 року

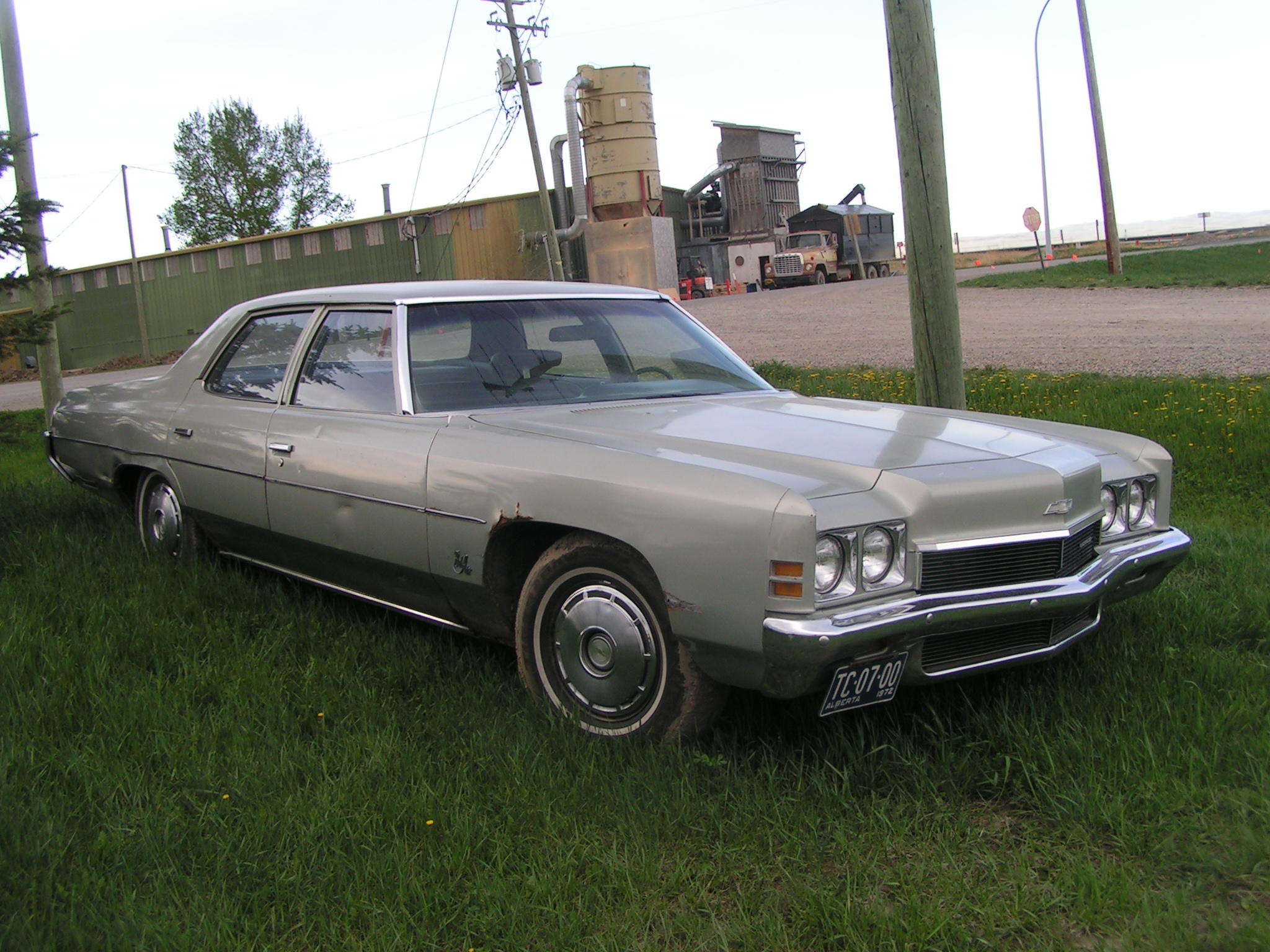
Модель 1972 року

До кінця 1960-х (з представленням Caprice), Bel Air і його стабільний супутник Biscayne насамперед продавались початковим клієнтам. Однак Bel Air залишився доступним роздрібним клієнтам, які шукали базовий повно-розмірний автомобіль без всяких надмірностей, який був краще оздоблений, ніж Biscayne на низькому ряді. Коли Biscayne зняли з виробництва після 1972 року, Bel Air був зміщений до моделі низького рівня. Bel Air знову мав подвійні задні ліхтарі як противага потрійним на моделях вищих рівнів Impala і Caprice, окрім 1972 року, коли всі моделі ділили однакові, вмонтовані в бампер потрійні задні ліхтарі.

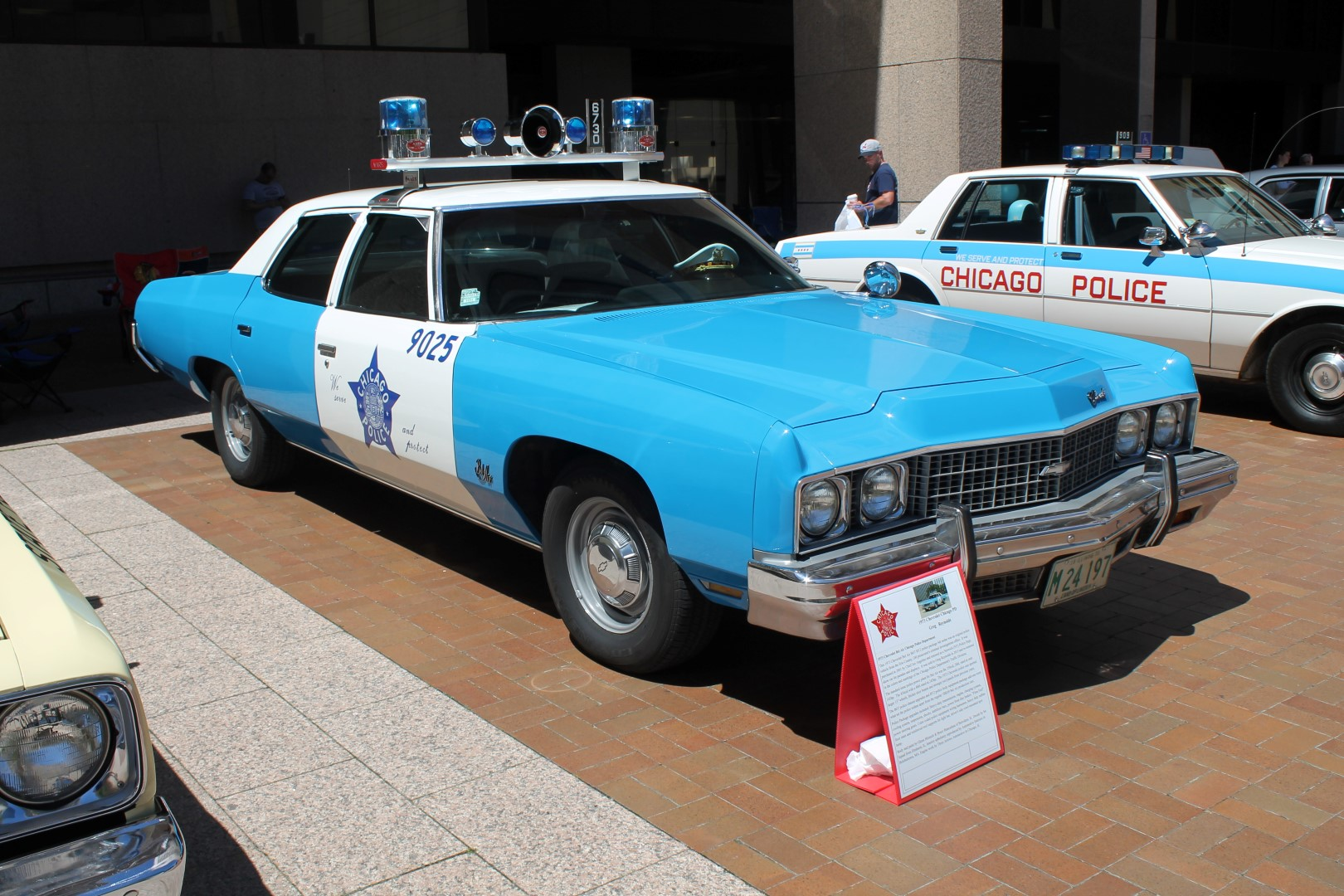
Модель 1973 року

250 куб. дюймовий 6-циліндровий двигун і 3-ступенева МКП з важелем переключення на колонці керма залишились стандартним обладнанням на седанах аж по 1973 модельний рік включно з 350 V8 і автоматом на універсалах — автомат Turbo Hydramatic був єдиним вибором трансмісії на Bel Air з V8 від весни 1971, хоча стара 2-ступенева Powerglide досі пропонувалась з 6-циліндровим двигуном аж по 1972 модельний рік включно. Було виготовлено приблизно 1400 автомобілів з рядною шісткою в 1973 році. Двигун і МКП були витіснені до кінця модельного року, позначивши останній американський повно-розмірний рамний автомобіль, який пропонував механічну коробку передач.

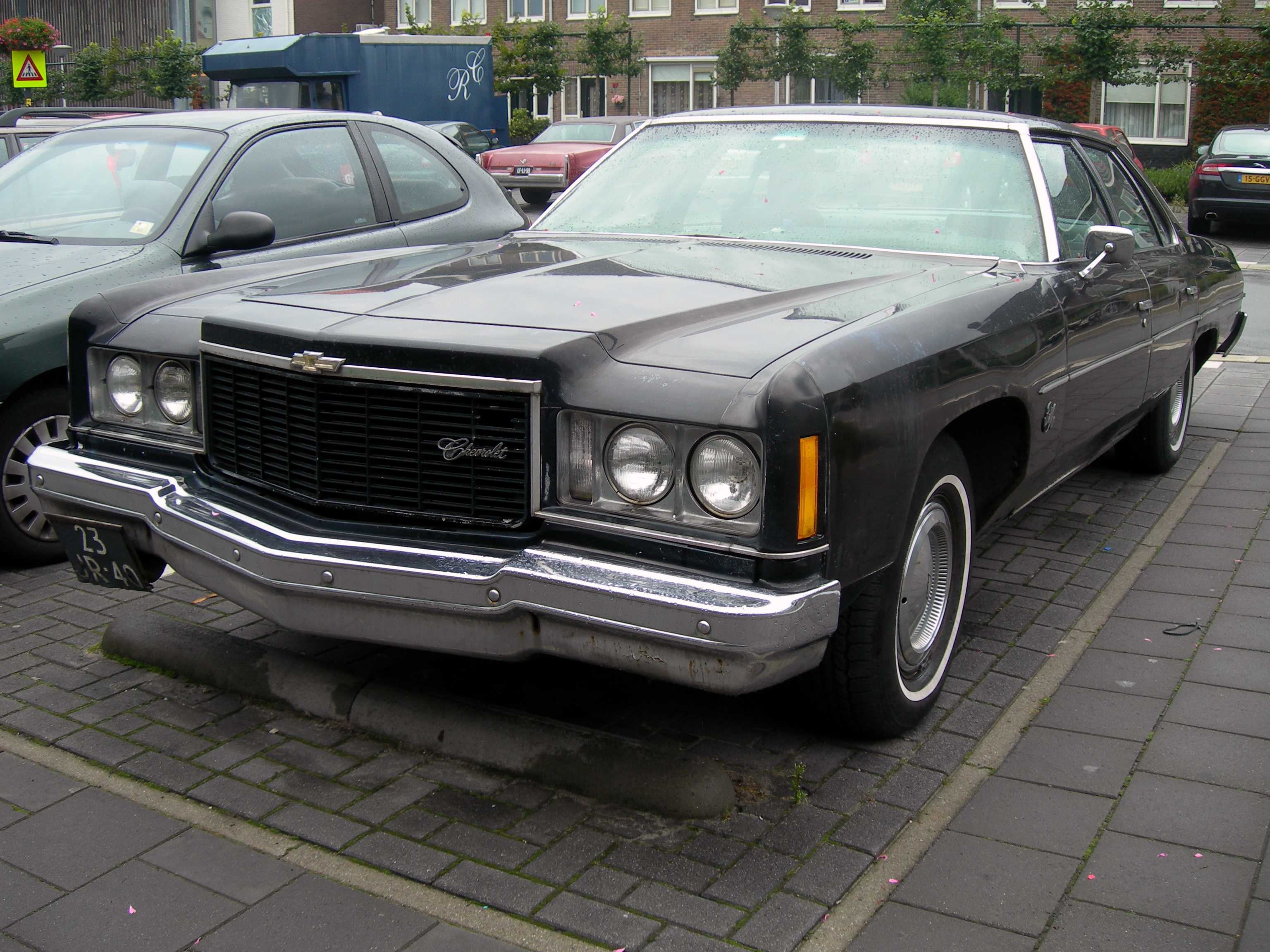
Модель 1975 року

Всі седани Bel Air, побудовані в 1974–1975 рр., мали в стандарті 350 2-камерний двигун V8 і трансмісію Turbo-Hydramatic, тоді як універсали в стандарті мали 400 куб. дюймовий (6600 куб. см) 4-камерний V8, знову з Turbo-Hydramatic. 400 V8 був опційним на седанах і 454 був доступним на обох моделях.
Зі зняттям 2-дверного седана Bel Air після 1969 модельного року, всі Bel Air, які продавались на ринку США між 1970 і 1975 рр. були 4-дверними седанами й універсалами — останній носив назву Townsman з 1969 по 1972 і Bel Air з 1973 по 1975. Однак, хардтоп-купе Bel Air на основі кузова спорт-купе Impala продавалось в Канаді з 1970 по 1975 рр.. Цей кузов навіть мав лінію даху, подібну до тієї, що була на оригінальному купе Caprice '66-67, в 1974–1975 рр..
Більшість інших змін на Bel Air протягом його останніх років були ідентичними до більш дорожчих лінійок Caprice і Impala. Деякі з них були через регламент безпеки уряду США, які включали безпечні передні бампери в 1973 і подібні задні в 1974 році. Модель 1975 року мала нову лінію даху і (разом з Impala) решітку, яка була прямою копією передка Caprice 1974 року. Всередині були нові маркування панелі приладів, графіка радіоприймача і клімат-контролю (спідометр мав шкалу до 100 миль/год. (160 км/год.), і мав менші числа на кілометри на годину). Клієнти могли купити собі Bel Air 1975 року з двома новими опціями: набір шкал Econominder (який включав показник економії пального, частково через зростаючий попит економії палива, так само як показник температури) і ламані склоочисники.
В 1975 році Consumer Reports тестували 4-дверний седан Bel Air з двигуном V8 350 і Turbo Hydramatic проти інших повно-розмірних американських автомобілів того часу, включаючи Pontiac Catalina, Ford LTD і Plymouth Gran Fury. Щоправда автомобіль добре склав тести з динамічних показників і зайняв друге місце після Pontiac, Consumer Reports виділив, що Bel Air мав меншу шумову ізоляцію і менш зручне заднє сидіння, ніж його дорожчі побратими, і те, що подібно укомплектований Chevrolet Impala (з додатковою звуковою ізоляцією, покращеною оббивкою і м’якими сидіннями, на $203 дорожчий від Bel-Air) "був набагато ближчим до Pontiac в загальній якості". Навіть так, журнал заявив, що, наприклад, Bel-Air був "просто трішки гучнішим, ніж Pontiac". Consumer Reports закінчив у своєму звіті так, що перспективні покупці мають платити додаткові приблизно $200, щоб цей автомобіль обладнали до кращої Impala, згадуючи такі переваги як більша вартість перепродажу й більш порівняне обладнання екстер’єру-інтер’єру до інших повно-розмірних автомобілів.
Останні Bel Air для ринку США були виготовлені в 1975 році. В 1976 році 4-дверний седан нижчого оздоблення Impala «S» пропонувався один рік, маючи менше стандартного обладнання, ніж звичайні Impala, і функціонував як заміна для Bel Air.

## Безпека

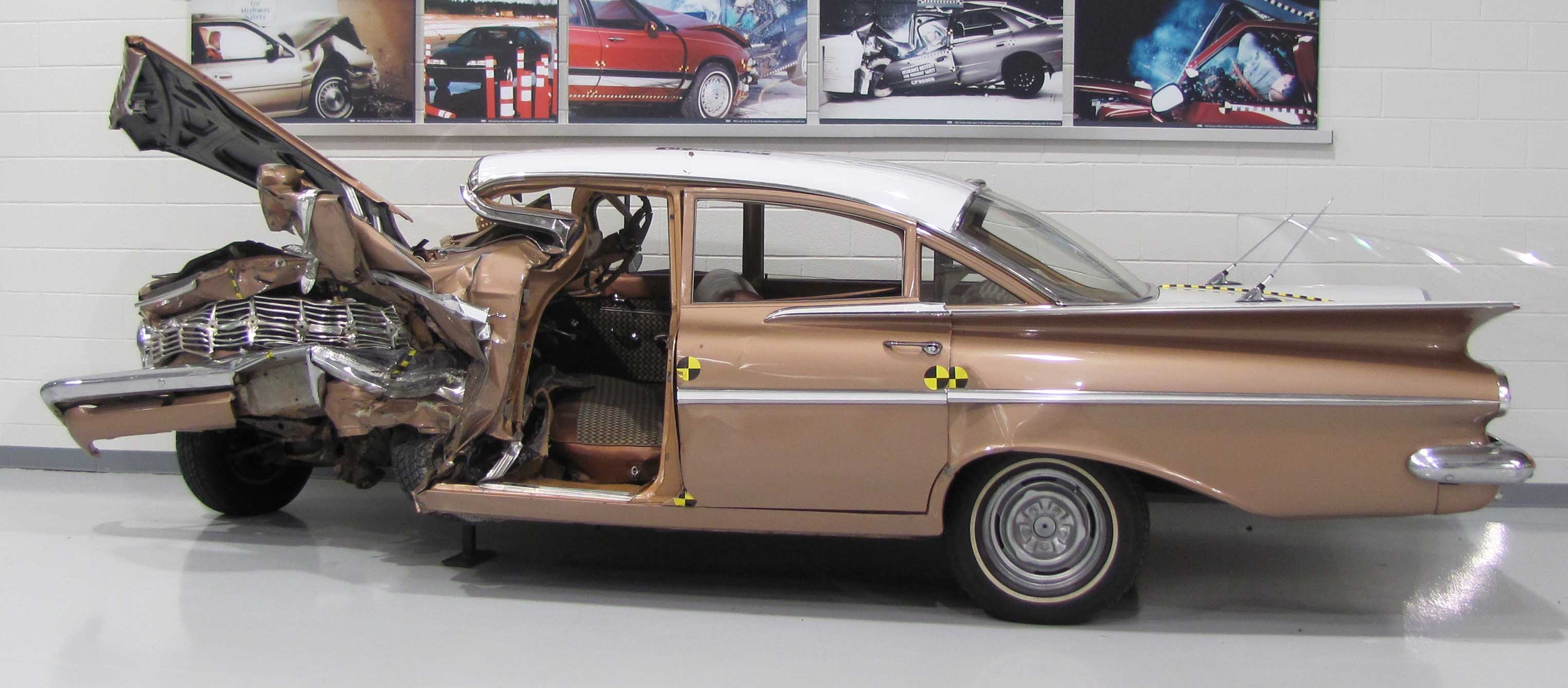
Chevrolet Bei Air 1959 року після лобового краш-тесту

В 2009 році IIHS був проведений за сучасними методиками краш-тест автомобіля, який показав гнітючий рівень забезпечення пасивної безпеки.

## Chevrolet Bel Air в популярній культурі
Chevrolet Bel Air згадується в десятках пісень, а одна з пісень кантрі-групи Old 97's так і називається — Bel Air. Крім того, настінні скульптури, стилізовані під передню і задню частини Bel Air, є невід’ємною частиною інтер'єрів багатьох ресторанів, особливо в США. Двох-дверна версія послужила прототипом для автомобіля Shubert Beverly з комп'ютерної гри Mafia II. Також Bel Air 1955 року випуску присутній в грі Midnight Club: Los Angeles, але тільки в додатку South Central Premium Upgrade.